# Canada aux Jeux olympiques d'été de 2024
Le Canada participe aux Jeux olympiques de 2024 à Paris. Il s'agit de sa 28e participation à des Jeux olympiques d'été.
L'athlète Andre De Grasse et l'haltérophile Maude Charron sont nommés porte-drapeaux de la délégation canadienne.

## Nombre d’athlètes qualifiés par sport
Voici la liste des qualifiés et sélectionnés canadiens par sport (remplaçants compris) :
| Sport                                                                               | Hommes | Femmes    | Total     |
| ----------------------------------------------------------------------------------- | ------ | --------- | --------- |
| Athlétisme                                                                          | 22     | 26        | 48        |
| Aviron                                                                              | 0      | 11        | 11        |
| Badminton                                                                           | 3      | 1         | 4         |
| Basket-ball • Basket-ball • Basket 3x3                                              | 12 0   | 12 4      | 24 4      |
| Boxe                                                                                | 1      | 1         | 2         |
| Breaking                                                                            | 1      | 0         | 1         |
| Canoë-kayak • Course en ligne • Slalom                                              | 5 1    | 8 1       | 13 2      |
| Cyclisme                                                                            | 11     | 11        | 22        |
| Équitation                                                                          | 4      | 5         | 9         |
| Escrime                                                                             | 7      | 5         | 12        |
| Football (soccer)                                                                   | 0      | 18        | 18        |
| Golf                                                                                | 2      | 2         | 4         |
| Gymnastique                                                                         | 5      | 6         | 11        |
| Haltérophilie                                                                       | 1      | 1         | 2         |
| Judo                                                                                | 3      | 4         | 7         |
| Lutte                                                                               | 2      | 4         | 6         |
| Sports aquatiques • Natation sportive • Plongeon • Natation artistique • Water-polo | 12 2 0 | 17 3 8 13 | 29 5 8 13 |
| Rugby à sept                                                                        | 0      | 12        | 12        |
| Skateboard                                                                          | 3      | 1         | 4         |
| Surf                                                                                | 0      | 1         | 1         |
| Taekwondo                                                                           | 0      | 2         | 2         |
| Tennis                                                                              | 2      | 3         | 5         |
| Tennis de table                                                                     | 3      | 1         | 4         |
| Tir                                                                                 | 2      | 1         | 3         |
| Tir à l'arc                                                                         | 1      | 1         | 2         |
| Triathlon                                                                           | 2      | 1         | 3         |
| Voile                                                                               | 2      | 4         | 6         |
| Volley-ball • En salle • Beach-volley                                               | 12 2   | 0 4       | 12 6      |
| Total                                                                               | 123    | 192       | 315       |

## Bilan général
| Sport         | Médaille d'or, Jeux olympiques | Médaille d'argent, Jeux olympiques | Médaille de bronze, Jeux olympiques | Total | Rang pays |
| ------------- | ------------------------------ | ---------------------------------- | ----------------------------------- | ----- | --------- |
| Athlétisme    | 3                              | 1                                  | 1                                   | 5     | 3e        |
| Aviron        | 0                              | 1                                  | 0                                   | 1     | 10e       |
| Boxe          | 0                              | 0                                  | 1                                   | 1     | 20e       |
| Breaking      | 1                              | 0                                  | 0                                   | 1     | 1er       |
| Canoë-kayak   | 1                              | 0                                  | 1                                   | 2     | 8e        |
| Escrime       | 0                              | 0                                  | 1                                   | 1     | 10e       |
| Gymnastique   | 0                              | 0                                  | 1                                   | 1     | 17e       |
| Haltérophilie | 0                              | 1                                  | 0                                   | 1     | 9e        |
| Judo          | 1                              | 0                                  | 0                                   | 1     | 8e        |
| Natation      | 3                              | 2                                  | 3                                   | 8     | 4e        |
| Plongeon      | 0                              | 0                                  | 1                                   | 1     | 8e        |
| Rugby à sept  | 0                              | 1                                  | 0                                   | 1     | 3e        |
| Taekwondo     | 0                              | 0                                  | 1                                   | 1     | 13e       |
| Tennis        | 0                              | 0                                  | 1                                   | 1     | 9e        |
| Volley-ball   | 0                              | 1                                  | 0                                   | 1     | 6e        |
| Total         | 9                              | 7                                  | 11                                  | 27    | 12e       |

| Jour       | Médaille d'or, Jeux olympiques | Médaille d'argent, Jeux olympiques | Médaille de bronze, Jeux olympiques | Total |
| ---------- | ------------------------------ | ---------------------------------- | ----------------------------------- | ----- |
| 27 juillet | 0                              | 1                                  | 0                                   | 1     |
| 28 juillet | 0                              | 0                                  | 1                                   | 1     |
| 29 juillet | 2                              | 0                                  | 1                                   | 3     |
| 30 juillet | 0                              | 1                                  | 0                                   | 1     |
| 31 juillet | 0                              | 0                                  | 1                                   | 1     |
| 1er août   | 1                              | 0                                  | 0                                   | 1     |
| 2 août     | 0                              | 0                                  | 3                                   | 3     |
| 3 août     | 1                              | 2                                  | 1                                   | 4     |
| 4 août     | 1                              | 0                                  | 1                                   | 2     |
| 6 août     | 1                              | 0                                  | 0                                   | 1     |
| 7 août     | 0                              | 0                                  | 1                                   | 1     |
| 8 août     | 0                              | 1                                  | 1                                   | 2     |
| 9 août     | 1                              | 1                                  | 1                                   | 3     |
| 10 août    | 2                              | 1                                  | 0                                   | 3     |
| Total      | 9                              | 7                                  | 11                                  | 27    |

| Sexe   | Médaille d'or, Jeux olympiques | Médaille d'argent, Jeux olympiques | Médaille de bronze, Jeux olympiques | Total |
| ------ | ------------------------------ | ---------------------------------- | ----------------------------------- | ----- |
| Hommes | 3                              | 2                                  | 4                                   | 9     |
| Femmes | 6                              | 5                                  | 6                                   | 17    |
| Mixte  | 0                              | 0                                  | 1                                   | 1     |
| Total  | 9                              | 7                                  | 11                                  | 27    |

## Médaillé(e)s
Légende
- Hommes
- Femmes
- Mixte

### Médaillés d'or
| Sport       | Discipline / Épreuve | Discipline / Épreuve  | Athlète(s)                                                      | Performance              | Date       |
| ----------- | -------------------- | --------------------- | --------------------------------------------------------------- | ------------------------ | ---------- |
| Judo        | Moins de 57 kg       | Compétition féminine  | Christa Deguchi                                                 | 10 - 00 contre Huh Mi-mi | 29 juillet |
| Natation    | 400 m 4 nages        | Compétition féminine  | Summer McIntosh                                                 | 4 min 27 s 71            | 29 juillet |
| Natation    | 200 m papillon       | Compétition féminine  | Summer McIntosh                                                 | 2 min 3 s 03             | 1er août   |
| Natation    | 200 m 4 nages        | Compétition féminine  | Summer McIntosh                                                 | 2 min 6 s 56             | 3 août     |
| Athlétisme  | Lancer du marteau    | Compétition masculine | Ethan Katzberg                                                  | 84,12 m                  | 4 août     |
| Athlétisme  | Lancer du marteau    | Compétition féminine  | Camryn Rogers                                                   | 76,97 m                  | 6 août     |
| Athlétisme  | Relais 4 x 100 m     | Compétition masculine | • Jerome Blake • Aaron Brown • Andre De Grasse • Brendon Rodney | 37 s 50                  | 9 août     |
| Canoë-kayak | C1 200 m             | Compétition féminine  | Katie Vincent                                                   | 44 s 12                  | 10 août    |
| Breakdance  | B-Boys               | Compétition masculine | Philip Kim                                                      | 3 - 0 contre Danis Civil | 10 août    |

### Médaillés d'argent
| Sport               | Discipline / Épreuve | Discipline / Épreuve  | Athlète(s) | Performance                              | Date       |
| ------------------- | -------------------- | --------------------- | --- | ---------------------------------------- | ---------- |
| Natation            | 400 m nage libre     | Compétition féminine  | Summer McIntosh | 3 min 58 s 37                            | 28 juillet |
| Rugby à sept        | Tournoi féminin      | Compétition féminine  | • Olivia Apps • Fancy Bermudez • Alysha Corrigan • Caroline Crossley • Chloe Daniels • Asia Hogan-Rochester • Piper Logan • Carissa Norsten • Krissy Scurfield • Florence Symonds • Shalaya Valenzuela • Keyara Wardley • Charity Williams • Taylor Perry, | 12 - 17 contre Nouvelle-Zélande          | 30 juillet |
| Aviron              | Huit                 | Compétition féminine  | • Abby Dent • Caileigh Filmer • Kasia Gruchalla-Wesierski • Kristen Kit • Maya Meschkuleit • Sydney Payne • Jessica Sevick • Kristina Walker • Avalon Wasteneys                                                                                            | 5 min 58 s 84                            | 3 août     |
| Natation            | 100 m papillon       | Compétition masculine | Josh Liendo | 0 min 49 s 99                            | 3 août     |
| Haltérophilie       | Moins de 59 kg       | Compétition féminine  | Maude Charron | 236 kg                                   | 8 août     |
| Volleyball de plage | Tournoi féminin      | Compétition féminine  | • Melissa Humana-Paredes • Brandie Wilkerson | 1 - 2 contre Silva Ramos / Santos Lisboa | 9 août     |
| Athlétisme          | 800 m                | Compétition masculine | Marco Arop | 1 min 41 s 20                            | 10 août    |

### Médaillés de bronze
| Sport                  | Discipline / Épreuve        | Discipline / Épreuve                          | Athlète(s)                                   | Performance                                    | Date       |
| ---------------------- | --------------------------- | --------------------------------------------- | -------------------------------------------- | ---------------------------------------------- | ---------- |
| Escrime                | Fleuret individuel          | Compétition féminine                          | Eleanor Harvey                               | 15 - 12 contre Alice Volpi                     | 28 juillet |
| Plongeon               | Haut-vol à 10 m synchronisé | Compétition masculine                         | • Rylan Wiens • Nathan Zsombor-Murray        | 422,13 points                                  | 29 juillet |
| Natation               | 200 m papillon              | Compétition masculine                         | Ilya Kharun                                  | 1 min 52 s 80                                  | 31 juillet |
| Gymnastique artistique | Trampoline                  | Compétition féminine                          | Sophiane Méthot                              | 55,650 points                                  | 2 août     |
| Tennis                 | Double                      | Compétition mixte (hommes et femmes mélangés) | • Gabriela Dabrowski • Félix Auger-Aliassime | 6-3, 7-62 contre Demi Schuurs / Wesley Koolhof | 2 août     |
| Natation               | 200 m dos féminin           | Compétition féminine                          | Kylie Masse                                  | 2 min 5 s 57                                   | 2 août     |
| Natation               | 100 m papillon              | Compétition masculine                         | Ilya Kharun                                  | 0 min 50 s 45                                  | 3 août     |
| Boxe                   | Poids légers (-63,5 kg)     | Compétition masculine                         | Wyatt Sanford                                | 1 - 4 contre Sofiane Oumiha                    | 4 août     |
| Athlétisme             | Saut à la perche            | Compétition féminine                          | Alysha Newman                                | 4,85 m                                         | 7 août     |
| Taekwondo              | Moins de 57 kg              | Compétition féminine                          | Skylar Park                                  | 2 - 0 contre Laetitita Aoun                    | 8 août     |
| Canoë-kayak            | C2 500 m                    | Compétition féminine                          | • Sloan MacKenzie • Katie Vincent            | 1 min 54 s 36                                  | 9 août     |

## Résultats

### Athlétisme

#### Hommes
| Athlète(s)                                                      | Épreuve          | Premier tour   | Premier tour | Repêchage     | Repêchage   | Demi-finale   | Demi-finale | Finale          | Finale                             |
| Athlète(s)                                                      | Épreuve          | Temps          | Rang         | Temps         | Rang        | Temps         | Rang        | Temps           | Rang                               |
| --------------------------------------------------------------- | ---------------- | -------------- | ------------ | ------------- | ----------- | ------------- | ----------- | --------------- | ---------------------------------- |
| Aaron Brown                                                     | 100 m            | DSQ            | -            | Éliminé       | Éliminé     | Éliminé       | Éliminé     | Éliminé         | Éliminé                            |
| Andre De Grasse                                                 | 100 m            | 10 s 07        | 3e           | Non disputé   | Non disputé | 9 s 98        | 5e          | Éliminé         | Éliminé                            |
| Duan Asemota                                                    | 100 m            | 10 s 17        | 5e           | Non disputé   | Non disputé | Éliminé       | Éliminé     | Éliminé         | Éliminé                            |
| Aaron Brown                                                     | 200 m            | 20 s 36        | 4e           | 20 s 42       | 2e          | 20 s 57       | 15e         | Éliminé         | Éliminé                            |
| Andre De Grasse                                                 | 200 m            | 20 s 30        | 2e           | Exempté       | Exempté     | 20 s 41       | 10e         | Éliminé         | Éliminé                            |
| Brendon Rodney                                                  | 200 m            | 20 s 30        | 4e           | 20 s 42       | 3e          | 20 s 59       | 16e         | Éliminé         | Éliminé                            |
| Christopher Morales-Williams                                    | 400 m            | 44 s 96        | 2e           | Exempté       | Exempté     | 45 s 25       | 21e         | Éliminé         | Éliminé                            |
| Marco Arop                                                      | 800 m            | 1 min 45 s 74  | 2e           | Exempté       | Exempté     | 1 min 45 s 05 | 1er         | 1 min 41 s 20   | Médaille d'argent, Jeux olympiques |
| Charles Philibert-Thiboutot                                     | 1 500 m          | 3 min 36 s 92  | 14e          | 3 min 33 s 53 | 2e          | 3 min 33 s 29 | 11e         | Éliminé         | Éliminé                            |
| Kieran Lumb                                                     | 1 500 m          | 3 min 38 s 11  | 10e          | 3 min 35 s 76 | 5e          | Éliminé       | Éliminé     | Éliminé         | Éliminé                            |
| Mohammed Ahmed                                                  | 5 000 m          | 14 min 15 s 76 | 16e          | Non disputé   | Non disputé | Non disputé   | Non disputé | Éliminé         | Éliminé                            |
| Ben Flanagan                                                    | 5 000 m          | 13 min 59 s 23 | 17e          | Non disputé   | Non disputé | Non disputé   | Non disputé | Éliminé         | Éliminé                            |
| Thomas Fafard                                                   | 5 000 m          | 14 min 9 s 37  | 8e           | Non disputé   | Non disputé | Non disputé   | Non disputé | 13 min 49 s 7   | 22e                                |
| Mohammed Ahmed                                                  | 10 000 m         | Non disputé    | Non disputé  | Non disputé   | Non disputé | Non disputé   | Non disputé | 26 min 43 s 79  | 4e                                 |
| Cameron Levins                                                  | Marathon         | Non disputé    | Non disputé  | Non disputé   | Non disputé | Non disputé   | Non disputé | 2 h 11 min 56 s | 36e                                |
| Rory Linkletter                                                 | Marathon         | Non disputé    | Non disputé  | Non disputé   | Non disputé | Non disputé   | Non disputé | 2 h 13 min 11 s | 47e                                |
| Craig Thorne                                                    | 110 m haies      | 13 s 60        | 7e           | 13 s 62       | 5e          | Éliminé       | Éliminé     | Éliminé         | Éliminé                            |
| Jean-Simon Desgagnés                                            | 3 000 m steeple  | 8 min 25 s 28  | 5e           | Non disputé   | Non disputé | Non disputé   | Non disputé | 8 min 19 s 31   | 13e                                |
| • Aaron Brown • Andre De Grasse • Brendon Rodney • Jerome Blake | Relais 4 × 100 m | 38 s 39        | 8e           | Non disputé   | Non disputé | Non disputé   | Non disputé | 37 s 50         | Médaille d'or, Jeux olympiques     |
| Evan Dunfee                                                     | 20 km marche     | Non disputé    | Non disputé  | Non disputé   | Non disputé | Non disputé   | Non disputé | 1 h 19 min 16 s | 5e                                 |

| Athlète        | Épreuve           | Qualification | Qualification | Finale      | Finale                         |
| Athlète        | Épreuve           | Performance   | Rang          | Performance | Rang                           |
| -------------- | ----------------- | ------------- | ------------- | ----------- | ------------------------------ |
| Ethan Katzberg | Lancer du marteau | 79,93 m       | 1er           | 84,12 m     | Médaille d'or, Jeux olympiques |
| Adam Keenan    | Lancer du marteau | 74,45 m       | 13e           | Éliminé     | Éliminé                        |
| Rowan Hamilton | Lancer du marteau | 77,78 m       | 2e            | 76,59 m     | 9e                             |

| Athlète(s)    | Épreuve  | 100 m   | SL     | LP      | SH     | 400 m   | 110 m H | LD      | SP  | LJ  | 1 500 m | Total | Rang |
| ------------- | -------- | ------- | ------ | ------- | ------ | ------- | ------- | ------- | --- | --- | ------- | ----- | ---- |
| Damian Warner | Résultat | 10 s 25 | 7,79 m | 14,45 m | 2,02 m | 47 s 34 | 13 s 62 | 48,68 m | NPT | NPT | NPT     | --    | --   |
| Damian Warner | Points   | 1035    | 1007   | 756     | 822    | 941     | 1024    | 843     | NPT | NPT | NPT     | --    | --   |

#### Femmes
| Athlète(s)                                                                                         | Épreuve          | Premier tour   | Premier tour | Repêchage    | Repêchage   | Demi-finale | Demi-finale | Finale         | Finale   |          |
| Athlète(s)                                                                                         | Épreuve          | Temps          | Rang         | Temps        | Rang        | Temps       | Rang        | Temps          | Rang     |          |
| -------------------------------------------------------------------------------------------------- | ---------------- | -------------- | ------------ | ------------ | ----------- | ----------- | ----------- | -------------- | -------- | -------- |
| Audrey Leduc                                                                                       | 100 m            | 10 s 95        | 1er          | Non disputé  | Non disputé | 11 s 10     | 5e          | Éliminée       | Éliminée |          |
| Jacqueline Madogo                                                                                  | 100 m            | 11 s 27        | 4e           | Non disputé  | Non disputé | Éliminée    | Éliminée    | Éliminée       | Éliminée |          |
| Audrey Leduc                                                                                       | 200 m            | 22 s 88        | 3e           | Non disputé  | Non disputé | 22 s 68     | 6e          | Éliminée       | Éliminée |          |
| Jacqueline Madogo                                                                                  | 200 m            | 22 s 78        | 4e           | 22 s 58      | 1er         | 22 s 81     | 7e          | Éliminée       | Éliminée |          |
| Lauren Gale                                                                                        | 400 m            | 53 s 13        | 6e           | 52 s 68      | 6e          | Éliminée    | Éliminée    | Éliminée       | Éliminée |          |
| Zoe Sherar                                                                                         | 400 m            | 51 s 97        | 7e           | 51 s 43      | 3e          | Éliminée    | Éliminée    | Éliminée       | Éliminée |          |
| Jazz Shukla                                                                                        | 800 m            | 2 min 0 s 80   | 5e           | 2 min 2 s 00 | 2e          | Éliminée    | Éliminée    | Éliminée       | Éliminée |          |
| Lucia Stafford                                                                                     | 1 500 m          | 4 min 2 s 22   | 10e          | 4 min 2 s 26 | 5e          | Éliminée    | Éliminée    | Éliminée       | Éliminée |          |
| Simone Plourde                                                                                     | 1 500 m          | 4 min 6 s 59   | 9e           | 4 min 8 s 49 | 6e          | Éliminée    | Éliminée    | Éliminée       | Éliminée |          |
| Kate Current                                                                                       | 1 500 m          | 4 min 9 s 81   | 12e          | 4 min 8 s 91 | 10e         | Éliminée    | Éliminée    | Éliminée       | Éliminée |          |
| Briana Scott                                                                                       | 5 000 m          | 15 min 47 s 30 | 19e          | Non disputé  | Non disputé | Non disputé | Non disputé | Éliminée       | Éliminée | Éliminée |
| Malindi Elmore                                                                                     | Marathon         | Non disputé    | Non disputé  | Non disputé  | Non disputé | Non disputé | Non disputé | 2 h 31 min 8 s | 35e      |          |
| Mariam Abdul-Rashid                                                                                | 100 m haies      | 12 s 80        | 5e           | Exemptée     | Exemptée    | 12 s 60     | 5e          | Éliminée       | Éliminée |          |
| Michelle Harrison                                                                                  | 100 m haies      | 13 s 40        | 8e           | 13 s 30      | 7e          | Éliminée    | Éliminée    | Éliminée       | Éliminée |          |
| Savannah Sutherland                                                                                | 400 m haies      | 54 s 80        | 3e           | Exemptée     | Exemptée    | 53 s 80     | 6e          | 53 s 88        | 7e       |          |
| Ceili McCabe                                                                                       | 3 000 m steeple  | 9 min 20 s 21  | 7e           | Non disputé  | Non disputé | Non disputé | Non disputé | Éliminée       | Éliminée |          |
| Regan Yee                                                                                          | 3 000 m steeple  | 9 min 27 s 81  | 12e          | Non disputé  | Non disputé | Non disputé | Non disputé | Éliminée       | Éliminée |          |
| • Audrey Leduc • Crystal Emmanuel-Ahye • Jacqueline Madogo • Marie-Éloïse Leclair • Sade McCreath  | Relais 4 × 100 m | 42 s 50        | 7e           | Non disputé  | Non disputé | Non disputé | Non disputé | 42 s 69        | 6e       |          |
| • Aiyanna Stiverne • Jasneet Nijjar • Kyra Constantine • Lauren Gale • Madeline Price • Zoe Sherar | Relais 4 × 400 m | 3 min 25 s 77  | 8e           | Non disputé  | Non disputé | Non disputé | Non disputé | 3 min 22 s 01  | 6e       |          |

| Athlète(s)    | Épreuve           | Qualification | Qualification | Finale      | Finale                              |
| Athlète(s)    | Épreuve           | Performance   | Rang          | Performance | Rang                                |
| ------------- | ----------------- | ------------- | ------------- | ----------- | ----------------------------------- |
| Alysha Newman | Saut à la perche  | 4,55 m        | 7e            | 4,85 m      | Médaille de bronze, Jeux olympiques |
| Anicka Newell | Saut à la perche  | 4,40 m        | 26e           | Éliminée    | Éliminée                            |
| Sarah Mitton  | Lancer du poids   | 19,77 m       | 1er           | 17,48 m     | 12e                                 |
| Camryn Rogers | Lancer du marteau | 74,69 m       | 2e            | 76,97 m     | Médaille d'or, Jeux olympiques      |

#### Mixte
| Athlète(s)                     | Épreuve      | Premier tour | Premier tour | Finale         | Finale |
| Athlète(s)                     | Épreuve      | Temps        | Rang         | Temps          | Rang   |
| ------------------------------ | ------------ | ------------ | ------------ | -------------- | ------ |
| • Evan Dunfee • Olivia Lundman | 35 km marche | Non disputé  | Non disputé  | 3 h 4 min 57 s | 20e    |

### Aviron
| Athlète(s) | Épreuve                    | Série         | Série  | Repêchage     | Repêchage | Quart de finale | Quart de finale | Demi-finale   | Demi-finale | Finale        | Finale                             |
| Athlète(s) | Épreuve                    | Temps         | Rang   | Temps         | Rang      | Temps           | Rang            | Temps         | Rang        | Temps         | Rang                               |
| --- | -------------------------- | ------------- | ------ | ------------- | --------- | --------------- | --------------- | ------------- | ----------- | ------------- | ---------------------------------- |
| • Jennifer Casson • Jill Moffatt | Deux de couple poids léger | 7 min 9 s 45  | 3e (R) | 7 min 16 s 81 | 2e (Q)    | Non disputé     | Non disputé     | 7 min 13 s 36 | 5e (Q)      | 7 min 4 s 82  | 8e                                 |
| • Abby Dent • Caileigh Filmer • Kasia Gruchalla-Wesierski • Kristen Kit • Maya Meschkuleit • Sydney Payne • Jessica Sevick • Kristina Walker • Avalon Wasteneys | Huit                       | 6 min 21 s 31 | 3e (R) | 6 min 4 s 81  | 2e (Q)    | Non disputé     | Non disputé     | Non disputé   | Non disputé | 5 min 58 s 84 | Médaille d'argent, Jeux olympiques |

### Badminton
| Athlète(s)           | Épreuve       | Phase de groupes                   | Phase de groupes                        | Phase de groupes                    | Phase de groupes | 8e de finale        | Quarts de finale    | Demi-finale         | Finale              | Rang |
| Athlète(s)           | Épreuve       | Adversaire Résultat                | Adversaire Résultat                     | Adversaire Résultat                 | Rang             | Adversaire Résultat | Adversaire Résultat | Adversaire Résultat | Adversaire Résultat | Rang |
| -------------------- | ------------- | ---------------------------------- | --------------------------------------- | ----------------------------------- | ---------------- | ------------------- | ------------------- | ------------------- | ------------------- | ---- |
| Brian Yang           | Simple hommes | Panarin V 2 - 0 (21-18, 21-10)     | Nashimoto D 0 - 2 (14-21, 18-21)        | Non disputé                         | 2e du gr. D      | Éliminé             | Éliminé             | Éliminé             | Éliminé             | 14e  |
| Michelle Li          | Simple dames  | Thet Htar V 2 - 0 (21-16, 25-23)   | Yamaguchi D 1 - 2 (24-22, 17-21, 12-21) | Non disputé                         | 2e du gr. C      | Éliminée            | Éliminée            | Éliminée            | Éliminée            | 14e  |
| Adam Dong Nyl Yakura | Double hommes | Liang / Wang D 0 - 2 (5-21, 12-21) | Chia / Soh D 0 - 2 (10-21, 15-21)       | Lane / Vendy D 0 - 2 (14-21, 12-21) | 4e du gr. A      | Éliminés            | Éliminés            | Éliminés            | Éliminés            | 13e  |

### Basket-ball
| Épreuve          | Phase de groupes    | Phase de groupes    | Phase de groupes    | Phase de groupes | Quart de finale     | Demi-finale         | Finale / MB         | Rang |
| Épreuve          | Adversaire Résultat | Adversaire Résultat | Adversaire Résultat | Rang             | Adversaire Résultat | Adversaire Résultat | Adversaire Résultat | Rang |
| ---------------- | ------------------- | ------------------- | ------------------- | ---------------- | ------------------- | ------------------- | ------------------- | ---- |
| Tournoi masculin | Grèce V 86-79       | Australie V 93-83   | Espagne V 88-85     | 1er              | France D 73-83      | Éliminés            | Éliminés            | 5e   |

Équipe masculine de basket-ball à cinq :
- 0 - Luguentz Dort : G/F
- 1 - Nickeil Alexander-Walker : SG
- 2 - Shai Gilgeous-Alexander : PG
- 3 - Melvin Ejim : SF
- 4 - Jamal Murray : PG
- 7 - Dwight Powell : C
- 8 - Trey Lyles : PF
- 9 - R. J. Barrett : G/F
- 13 - Kelly Olynyk  : F/C
- 19 - Andrew Nembhard : PG
- 24 - Dillon Brooks : SF
- 92 - Khem Birch  : C

| Épreuve         | Phase de groupes    | Phase de groupes    | Phase de groupes    | Phase de groupes | Quart de finale     | Demi-finale         | Finale / MB         | Rang |
| Épreuve         | Adversaire Résultat | Adversaire Résultat | Adversaire Résultat | Rang             | Adversaire Résultat | Adversaire Résultat | Adversaire Résultat | Rang |
| --------------- | ------------------- | ------------------- | ------------------- | ---------------- | ------------------- | ------------------- | ------------------- | ---- |
| Tournoi féminin | France D 54-75      | Australie D 65-70   | Nigeria D 70-79     | 4e               | Éliminées           | Éliminées           | Éliminées           | 11e  |

 Équipe de basket-ball à cinq féminin :
- 2 - Shay Colley : G
- 4 - Sami Hill : G
- 5 - Kia Nurse : G
- 6 - Bridget Carleton : SF
- 8 - Cassandre Prosper : G
- 9 - Yvonne Ejim : PF
- 11 - Natalie Achonwa  : C
- 12 - Syla Swords : G
- 14 - Kayla Alexander : C
- 15 - Laeticia Amihere : F
- 21 - Nirra Fields : G
- 24 - Aaliyah Edwards : F

| Athlètes                                                            | Épreuve         | Phase de poules     | Phase de poules     | Phase de poules     | Phase de poules     | Phase de poules     | Phase de poules     | Phase de poules     | Phase de poules | Quart de finale     | Demi-finale         | Finale / MB         | Rang |
| Athlètes                                                            | Épreuve         | Adversaire Résultat | Adversaire Résultat | Adversaire Résultat | Adversaire Résultat | Adversaire Résultat | Adversaire Résultat | Adversaire Résultat | Rang            | Adversaire Résultat | Adversaire Résultat | Adversaire Résultat | Rang |
| ------------------------------------------------------------------- | --------------- | ------------------- | ------------------- | ------------------- | ------------------- | ------------------- | ------------------- | ------------------- | --------------- | ------------------- | ------------------- | ------------------- | ---- |
| • Kacie Bosch • Paige Crozon • Katherine Plouffe • Michelle Plouffe | Tournoi féminin | Australie V 22-14   | Chine V 21-11       | Allemagne D 15-19   | France V 13-9       | États-Unis D 17-18  | Espagne D 20-22     | Azerbaïdjan V 21-19 | 4e              | Australie V 21-10   | Allemagne D 15-16   | États-Unis D 13-16  | 4e   |

### Boxe
| Athlète       | Catégorie               | 16e de finale       | 8e de finale        | Quart de finale     | Demi-finale         | Finale              | Rang                                |
| Athlète       | Catégorie               | Adversaire Résultat | Adversaire Résultat | Adversaire Résultat | Adversaire Résultat | Adversaire Résultat | Rang                                |
| ------------- | ----------------------- | ------------------- | ------------------- | ------------------- | ------------------- | ------------------- | ----------------------------------- |
| Wyatt Sanford | Poids légers (-63,5 kg) | Exempté             | Rosenov V 5 - 0     | Abdullaev V 4 - 1   | Oumiha D 1 - 4      | Éliminé             | Médaille de bronze, Jeux olympiques |

| Athlète           | Catégorie             | 16e de finale       | 8e de finale        | Quart de finale     | Demi-finale         | Finale              | Rang |
| Athlète           | Catégorie             | Adversaire Résultat | Adversaire Résultat | Adversaire Résultat | Adversaire Résultat | Adversaire Résultat | Rang |
| ----------------- | --------------------- | ------------------- | ------------------- | ------------------- | ------------------- | ------------------- | ---- |
| Tammara Thibeault | Poids moyens (-75 kg) | Ngamba D 2 - 3      | Éliminée            | Éliminée            | Éliminée            | Éliminée            | 9e   |

### Breakdance
| Athlète    | Surnom      | Catégorie | Phase préliminaire              | Phase préliminaire          | Phase préliminaire             | Quart de finale             | Demi-finale                     | Finale                          | Rang                           |
| Athlète    | Surnom      | Catégorie | Tour 1                          | Tour 2                      | Tour 3                         | Adversaire Résultat (Votes) | Adversaire Résultat (Votes)     | Adversaire Résultat (Votes)     | Rang                           |
| Athlète    | Surnom      | Catégorie | Adversaire Résultat (Votes)     | Adversaire Résultat (Votes) | Adversaire Résultat (Votes)    | Adversaire Résultat (Votes) | Adversaire Résultat (Votes)     | Adversaire Résultat (Votes)     | Rang                           |
| ---------- | ----------- | --------- | ------------------------------- | --------------------------- | ------------------------------ | --------------------------- | ------------------------------- | ------------------------------- | ------------------------------ |
| Philip Kim | Phil Wizard | B-Boys    | Dany Dann Victoire 2(13) - 0(5) | Kuyza Victoire 1(10) - 1(8) | J Attack Victoire 2(17) - 0(1) | Lee Victoire 3(19) - 0(8)   | Shigekix Victoire 3(17) - 0(10) | Dany Dann Victoire 3(23) - 0(4) | Médaille d'or, Jeux olympiques |

### Canoë-kayak

#### Course en ligne
| Athlète(s)                                                                | Épreuve    | Série         | Série | Quart de finale | Quart de finale | Demi-finale   | Demi-finale | Finale        | Finale |
| Athlète(s)                                                                | Épreuve    | Temps         | Rang  | Temps           | Rang            | Temps         | Rang        | Temps         | Rang   |
| ------------------------------------------------------------------------- | ---------- | ------------- | ----- | --------------- | --------------- | ------------- | ----------- | ------------- | ------ |
| Connor Fitzpatrick                                                        | C1 1 000 m | 3 min 30 s 79 | 2e    | Exempté         | Exempté         | 3 min 56 s 31 | 8e          | 3 min 52 s 46 | 14e    |
| • Pierre-Luc Poulin • Simon McTavish                                      | K2 5 000 m | 1 min 28 s 91 | 3e    | 1 min 30 s 01   | 3e              | 1 min 29 s 01 | 6e          | 1 min 30 s 80 | 10e    |
| • Laurent Lavigne • Nicholas Matveev • Simon McTavish • Pierre-Luc Poulin | K4 500 m   | 1 min 22 s 84 | 5e    | 1 min 20 s 65   | 4e              | 1 min 20 s 70 | 5e          | Éliminés      | 9e     |

| Athlète(s)                                                                     | Épreuve  | Série         | Série | Quart de finale | Quart de finale | Demi-finale   | Demi-finale | Finale        | Finale                              |
| Athlète(s)                                                                     | Épreuve  | Temps         | Rang  | Temps           | Rang            | Temps         | Rang        | Temps         | Rang                                |
| ------------------------------------------------------------------------------ | -------- | ------------- | ----- | --------------- | --------------- | ------------- | ----------- | ------------- | ----------------------------------- |
| Sophia Jensen                                                                  | C1 200 m | 46 s 80       | 1re   | Exemptée        | Exemptée        | 45 s 66       | 3e          | 45 s 08       | 6e                                  |
| Katie Vincent                                                                  | C1 200 m | 47 s 22       | 1re   | Exemptée        | Exemptée        | 45 s 01       | 1re         | 44 s 12       | Médaille d'or, Jeux olympiques      |
| • Katie Vincent • Sloan MacKenzie                                              | C2 500 m | 1 min 54 s 16 | 1re   | Exemptées       | Exemptées       | 1 min 55 s 34 | 1re         | 1 min 54 s 36 | Médaille de bronze, Jeux olympiques |
| Michelle Russell                                                               | K1 500 m | 1 min 51 s 00 | 3e    | 1 min 49 s 79   | 2e              | 1 min 50 s 28 | 2e          | 1 min 53 s 83 | 8e                                  |
| Riley Melanson                                                                 | K1 500 m | 1 min 54 s 11 | 4e    | 1 min 50 s 16   | 3e              | 1 min 52 s 99 | 6e          | 1 min 56 s 36 | 22e                                 |
| • Courtney Stott • Natalie Davison                                             | K2 500 m | 1 min 44 s 35 | 3e    | 1 min 42 s 58   | 4e              | 1 min 42 s 57 | 8e          | 1 min 46 s 96 | 15e                                 |
| • Toshka Besharah-Hrebacka • Natalie Davison • Riley Melanson • Courtney Stott | K4 500 m | 1 min 37 s 87 | 5e    | Non disputé     | Non disputé     | 1 min 39 s 24 | 4e          | Éliminées     | 10e                                 |

#### Slalom
| Athlète         | Épreuve   | Éliminatoires | Éliminatoires | Éliminatoires | Éliminatoires | Éliminatoires  | Éliminatoires | Demi-finale | Demi-finale | Finale   | Finale   |
| Athlète         | Épreuve   | Manche 1      | Manche 1      | Manche 2      | Manche 2      | Meilleur temps | Rang          | Demi-finale | Demi-finale | Finale   | Finale   |
| Athlète         | Épreuve   | Temps         | Rang          | Temps         | Rang          | Meilleur temps | Rang          | Temps       | Rang        | Temps    | Rang     |
| --------------- | --------- | ------------- | ------------- | ------------- | ------------- | -------------- | ------------- | ----------- | ----------- | -------- | -------- |
| Alex Baldoni    | C1 hommes | 97 s 32       | 13e           | 98 s 56       | 10e           | 97 s 32        | 15e           | 127 s 41    | 15e         | Éliminé  | Éliminé  |
| Alex Baldoni    | K1 hommes | 95 s 18       | 17e           | 97 s 25       | 16e           | 95 s 18        | 17e           | Éliminé     | Éliminé     | Éliminé  | Éliminé  |
| Lois Betteridge | C1 femmes | 120 s 22      | 19e           | 115 s 60      | 16e           | 115 s 60       | 19e           | Éliminée    | Éliminée    | Éliminée | Éliminée |
| Lois Betteridge | K1 femmes | 106 s 45      | 21e           | 106 s 21      | 21e           | 106 s 21       | 22e           | 127 s 67    | 20e         | Éliminée | Éliminée |

| Athlète         | Épreuve    | Contre-la-montre | Contre-la-montre | Séries | Quarts de finale | Demi- finale | Finale   |
| Athlète         | Épreuve    | Temps            | Rang             | Rang   | Rang             | Rang         | Rang     |
| --------------- | ---------- | ---------------- | ---------------- | ------ | ---------------- | ------------ | -------- |
| Alex Baldoni    | KX1 hommes | 73 s 70          | 24e              | 29e    | Éliminé          | Éliminé      | Éliminé  |
| Lois Betteridge | KX1 femmes | 79 s 76          | 37e              | 24e    | Éliminée         | Éliminée     | Éliminée |

### Cyclisme

#### BMX
| Athlète        | Épreuve | Tour de classement | Tour de classement | Tour de classement | Tour de classement | Finale   | Finale   | Finale  | Finale  |
| Athlète        | Épreuve | Manche 1           | Manche 2           | Moyenne            | Rang               | Manche 1 | Manche 2 | Moyenne | Rang    |
| -------------- | ------- | ------------------ | ------------------ | ------------------ | ------------------ | -------- | -------- | ------- | ------- |
| Jeffrey Whaley | Hommes  | 76.20              | 80.83              | 78.51              | 10e                | Éliminé  | Éliminé  | Éliminé | Éliminé |

| Athlète       | Épreuve | Quarts de finale | Quarts de finale | Quarts de finale | Quarts de finale | Quarts de finale | Repêchage | Repêchage | Demi-finales | Demi-finales | Demi-finales | Demi-finales | Demi-finales | Finale   | Finale |
| Athlète       | Épreuve | Manche 1         | Manche 2         | Manche 3         | Points           | Rang             | Temps     | Rang      | Manche 1     | Manche 2     | Manche 3     | Points       | Rang         | Temps    | Rang   |
| ------------- | ------- | ---------------- | ---------------- | ---------------- | ---------------- | ---------------- | --------- | --------- | ------------ | ------------ | ------------ | ------------ | ------------ | -------- | ------ |
| Molly Simpson | Femmes  | 35 s 752         | 35 s 508         | 35 s 311         | 7                | 4e               | Exemptée  | Exemptée  | 35 s 599     | 35 s 593     | 36 s 349     | 11           | 7e           | 35 s 833 | 5e     |

#### Piste
| Athlète                                           | Épreuve           | Qualification        | Qualification | 32e de finale                     | Repêchage 1                     | 16e de finale                   | Repêchage 2                     | 8e de finale                    | Repêchage 3                     | Quarts de finale                | Demi-finale                     | Finale                          | Finale   |          |
| Athlète                                           | Épreuve           | Temps Vitesse (km/h) | Rang          | Adversaire Temps Vitesse (km/h)   | Adversaire Temps Vitesse (km/h) | Adversaire Temps Vitesse (km/h) | Adversaire Temps Vitesse (km/h) | Adversaire Temps Vitesse (km/h) | Adversaire Temps Vitesse (km/h) | Adversaire Temps Vitesse (km/h) | Adversaire Temps Vitesse (km/h) | Adversaire Temps Vitesse (km/h) | Rang     |          |
| ------------------------------------------------- | ----------------- | -------------------- | ------------- | --------------------------------- | ------------------------------- | ------------------------------- | ------------------------------- | ------------------------------- | ------------------------------- | ------------------------------- | ------------------------------- | ------------------------------- | -------- | -------- |
| Tyler Rorke                                       | Individuel hommes | 9 s 603 74.977       | 20e           | Carlin D 10 s 149 72.296          | Helal D 10 s 333 72.610         | Éliminé                         | Éliminé                         | Éliminé                         | Éliminé                         | Éliminé                         | Éliminé                         | Éliminé                         | Éliminé  |          |
| Nick Wammes                                       | Individuel hommes | 9 s 612 74.906       | 21e           | Hoffman D 10 s 208 74.596         | Helal D 10 s 936 72.610         | Éliminé                         | Éliminé                         | Éliminé                         | Éliminé                         | Éliminé                         | Éliminé                         | Éliminé                         | Éliminé  |          |
| • James Hedgcock • Tyler Rorke • Nick Wammes      | Équipe hommes     | 43 s 905 61.496      | 8e            | Pays-Bas D 43 s 666 61.442        | Non disputé                     | Non disputé                     | Non disputé                     | Non disputé                     | Non disputé                     | Non disputé                     | Non disputé                     | Chine D 43 s 944 61.442         | 8e       |          |
| Lauriane Genest                                   | Individuel femmes | 10 s 310             | 12e           | Bayona D 10 s 392 65.862          | Asri Ohta V 10 s 936 72.610     | Friedrich D 10 s 671 67.473     | Fulton D 10 s 875 66.207        | Éliminée                        | Éliminée                        | Éliminée                        | Éliminée                        | Éliminée                        | Éliminée | Éliminée |
| Kelsey Mitchell                                   | Individuel femmes | 10 s 285 70.005      | 10e           | Cuadrado V 10 s 850 66.359        | Exemptée                        | Sato D 10 s 816 66.568          | Peet V 10 s 846 66.384          | Andrews D 11 s 033 65.952       | Clonan Sato V 10 s 613 67.841   | Friedrich D 10 s 991 66.828     | Éliminée                        | Finale 5-8 D 11 s 373 66.790    | 8e       |          |
| • Lauriane Genest • Kelsey Mitchell • Sarah Orban | Équipe femmes     | 47 s 578 56.749      | 8e            | Grande-Bretagne D 46 s 816 57.673 | Non disputé                     | Non disputé                     | Non disputé                     | Non disputé                     | Non disputé                     | Non disputé                     | Non disputé                     | Pologne D 47 s 631 56.686       | 8e       |          |

| Athlète                                                                | Épreuve | Qualification  | Qualification | Premier tour             | Premier tour | Finale                   | Finale |
| Athlète                                                                | Épreuve | Temps          | Rang          | Adversaire Résultat      | Rang         | Adversaire Résultat      | Rang   |
| ---------------------------------------------------------------------- | ------- | -------------- | ------------- | ------------------------ | ------------ | ------------------------ | ------ |
| • Dylan Bibic • Michael Foley • Mathias Guillemette • Carson Mattern   | Hommes  | 3 min 48 s 964 | 8e            | France 3 min 49 s 245    | 8e           | Belgique 3 min 54 s 517  | 7e     |
| • Erin Attwell • Ariane Bonhomme • Maggie Coles-Lyster • Sarah Van Dam | Femmes  | 4 min 12 s 205 | 8e            | Allemagne 4 min 10 s 471 | 8e           | Australie 4 min 12 s 097 | 8e     |

| Athlète         | Épreuve | 1er tour | Repêchage | Quarts de finale | Demi-finales | Finale |
| Athlète         | Épreuve | Rang     | Rang      | Rang             | Rang         | Rang   |
| --------------- | ------- | -------- | --------- | ---------------- | ------------ | ------ |
| James Hedgcock  | Hommes  | 5e       | 1e        | 6e               | Éliminé      | 16e    |
| Nick Wammes     | Hommes  | 5e       | 2e        | 6e               | Éliminé      | 16e    |
| Lauriane Genest | Femmes  | 4e       | 1re       | 6e               | Éliminée     | 16e    |
| Kelsey Mitchell | Femmes  | 4e       | 1re       | 6e               | Éliminée     | 16e    |

| Athlète             | Épreuve | Scratch | Scratch | Course tempo | Course tempo | Élimination | Élimination | Course aux points | Course aux points | Total | Rang |
| Athlète             | Épreuve | Points  | Rang    | Points       | Rang         | Points      | Rang        | Points            | Rang              | Total | Rang |
| ------------------- | ------- | ------- | ------- | ------------ | ------------ | ----------- | ----------- | ----------------- | ----------------- | ----- | ---- |
| Dylan Bibic         | Hommes  | 10      | 16e     | 1            | 21e          | 18          | 12e         | 0                 | 19e               | 29    | 19e  |
| Maggie Coles-Lyster | Femmes  | 38      | 2e      | 22           | 10e          | 36          | 3e          | 5                 | 15e               | 101   | 9e   |

| Athlète                                 | Épreuve | Points | Tours | Classement |
| --------------------------------------- | ------- | ------ | ----- | ---------- |
| • Michael Foley • Mathias Guillemette   | Hommes  | -40    | NPT   | 13e        |
| • Ariane Bonhomme • Maggie Coles-Lyster | Femmes  | -40    | NPT   | 15e        |

#### Route
| Athlète       | Épreuve          | Temps          | Rang |
| ------------- | ---------------- | -------------- | ---- |
| Derek Gee     | Course en ligne  | 6 min 26 s 57  | 44e  |
| Michael Woods | Course en ligne  | 6 min 26 s 57  | 41e  |
| Derek Gee     | Contre-la-montre | 38 min 28 s 17 | 20e  |

| Athlète        | Épreuve          | Temps         | Rang |
| -------------- | ---------------- | ------------- | ---- |
| Olivia Baril   | Course en ligne  | 4 min 7 s 16  | 44e  |
| Alison Jackson | Course en ligne  | 4 min 4 s 23  | 19e  |
| Olivia Baril   | Contre-la-montre | 43 min 3 s 58 | 20e  |

#### VTT (Vélo de montagne)
| Athlète           | Épreuve | Temps         | Rang |
| ----------------- | ------- | ------------- | ---- |
| Gunnar Holmgren   | Hommes  | 1 min 34 s 57 | 30e  |
| Isabella Holmgren | Femmes  | 1 min 33 s 43 | 17e  |

### Équitation
| Athlète(s)                                                               | Cheval                     | Épreuve    | Grand Prix | Grand Prix | Grand Prix Spécial | Grand Prix Spécial | Grand Prix Spécial | Grand Prix Freestyle | Grand Prix Freestyle | Grand Prix Freestyle | Total     | Total     |
| Athlète(s)                                                               | Cheval                     | Épreuve    | Points     | Rang       | Points             | Total              | Ran                | Points               | Total                | Rang                 | Points    | Rang      |
| ------------------------------------------------------------------------ | -------------------------- | ---------- | ---------- | ---------- | ------------------ | ------------------ | ------------------ | -------------------- | -------------------- | -------------------- | --------- | --------- |
| Camille Carier Bergeron                                                  | Finnländer                 | Individuel | 68.388     | 43e        | Non disputé        | Non disputé        | Non disputé        | Éliminée             | Éliminée             | Éliminée             | Éliminée  | Éliminée  |
| Chris von Martels                                                        | Eclips                     | Individuel | 66.863     | 49e        | Non disputé        | Non disputé        | Non disputé        | Éliminée             | Éliminée             | Éliminée             | Éliminée  | Éliminée  |
| Naïma Moreira-Laliberté                                                  | Stateman                   | Individuel | 68.711     | 41e        | Non disputé        | Non disputé        | Non disputé        | Éliminée             | Éliminée             | Éliminée             | Éliminée  | Éliminée  |
| • Camille Carrier Bergeron • Chris von Martels • Naïma Moreira-Laliberté | Finnländer Eclips Stateman | Équipe     | 203.912    | 11e        | Éliminées          | Éliminées          | Éliminées          | Non disputé          | Non disputé          | Non disputé          | Éliminées | Éliminées |

| Athlète(s)                                       | Cheval                                 | Épreuve    | Qualification | Qualification        | Qualification | Qualification | Qualification | Finale    | Finale    | Finale    | Finale   | Finale   |
| Athlète(s)                                       | Cheval                                 | Épreuve    | Pénalités     | Pénalités            | Pénalités     | Temps         | Rang          | Pénalités | Pénalités | Pénalités | Temps    | Rang     |
| Athlète(s)                                       | Cheval                                 | Épreuve    | Saut          | Temps                | Total         | Temps         | Rang          | Saut      | Temps     | Total     | Temps    | Rang     |
| ------------------------------------------------ | -------------------------------------- | ---------- | ------------- | -------------------- | ------------- | ------------- | ------------- | --------- | --------- | --------- | -------- | -------- |
| • Erynn Ballard • Mario Deslauriers • Amy Millar | • Nikka Vid Bisshop • Emerson • Truman | Équipe     | 4 12 16       | 77s 13 75s 49 77s 84 | 32            | 230m 46       | 14e           | Éliminés  | Éliminés  | Éliminés  | Éliminés | Éliminés |
| Mario Deslauriers                                | Emerson                                | Individuel | 4             | 0                    | 4             | 74s 93        | 31e           | Éliminé   | Éliminé   | Éliminé   | Éliminé  | Éliminé  |
| Erynn Ballard                                    | Nikka Vid Bisshop                      | Individuel | 4             | 0                    | 4             | 76s 60        | 37e           | Éliminée  | Éliminée  | Éliminée  | Éliminée | Éliminée |
| Tiffany Foster                                   | Figor                                  | Individuel | 8             | 0                    | 8             | 76s 78        | 50e           | Éliminée  | Éliminée  | Éliminée  | Éliminée | Éliminée |

| Athlète                                          | Cheval                             | Épreuve    | Dressage  | Dressage | Cross-country | Cross-country | Cross-country | Saut d'obstacles | Saut d'obstacles | Saut d'obstacles | Saut d'obstacles | Saut d'obstacles | Saut d'obstacles | Total     | Total    |
| Athlète                                          | Cheval                             | Épreuve    | Dressage  | Dressage | Cross-country | Cross-country | Cross-country | Qualification    | Qualification    | Qualification    | Finale           | Finale           | Finale           | Total     | Total    |
| Athlète                                          | Cheval                             | Épreuve    | Pénalités | Rang     | Pénalités     | Total         | Rang          | Pénalités        | Total            | Rang             | Pénalités        | Total            | Rang             | Pénalités | Rang     |
| ------------------------------------------------ | ---------------------------------- | ---------- | --------- | -------- | ------------- | ------------- | ------------- | ---------------- | ---------------- | ---------------- | ---------------- | ---------------- | ---------------- | --------- | -------- |
| • Jessica Phoenix • Karl Slezak • Michael Winter | • Freedom GS • Hot Bobo • El Mundo | Équipe     | 106.40    | 14e      | 51.60         | 158.00        | 11e           | Non disputé      | Non disputé      | Non disputé      | 16.00            | 174.00           | 11e              | -         | -        |
| Jessica Phoenix                                  | Freedom GS                         | Individuel | 35.40     | 43e      | 32.40         | 67.80         | 49e           | 0.00             | 67.80            | 38e              | Éliminée         | Éliminée         | Éliminée         | Éliminée  | Éliminée |
| Karl Slezak                                      | Hot Bobo                           | Individuel | 35.80     | 46e      | 4.80          | 40.60         | 27e           | 12.00            | 52.60            | 32e              | Éliminé          | Éliminé          | Éliminé          | Éliminé   | Éliminé  |
| Michael Winter                                   | El Mundo                           | Individuel | 35.20     | 42e      | 14.40         | 49.60         | 38e           | 4.00             | 53.60            | 35e              | Éliminé          | Éliminé          | Éliminé          | Éliminé   | Éliminé  |

### Escrime
| Athlète                                                                   | Épreuve             | 32e de finale       | 16e de finale       | 8e de finale        | Quarts de finale     | Demi-finale         | Finale              | Rang |
| Athlète                                                                   | Épreuve             | Adversaire Résultat | Adversaire Résultat | Adversaire Résultat | Adversaire Résultat  | Adversaire Résultat | Adversaire Résultat | Rang |
| ------------------------------------------------------------------------- | ------------------- | ------------------- | ------------------- | ------------------- | -------------------- | ------------------- | ------------------- | ---- |
| Nicholas Zhang                                                            | Épée individuelle   | Lugo D 11-15        | Éliminé             | Éliminé             | Éliminé              | Éliminé             | Éliminé             | 34e  |
| Blake Broszus                                                             | Fleuret individuel  | Schembri V 15–8     | Marini D 9-15       | Éliminé             | Éliminé              | Éliminé             | Éliminé             | 30e  |
| Daniel Gu                                                                 | Fleuret individuel  | Oliveira V 15–9     | Cheung D 5-15       | Éliminé             | Éliminé              | Éliminé             | Éliminé             | 32e  |
| Maximilien van Haaster                                                    | Fleuret individuel  | Exempté             | Bianchi D 4-15      | Éliminé             | Éliminé              | Éliminé             | Éliminé             | 23e  |
| • Blake Broszus • Daniel Gu • Maximilien van Haaster • Bogdan Hamilton(R) | Fleuret par équipes | Non disputé         | Non disputé         | Non disputé         | Japon D 26-45        | Chine D 32-45       | Égypte V 45-38      | 7e   |
| Farès Arfa                                                                | Sabre individuel    | Exempté             | Szilágyi V 15-8     | Apithy V 15-8       | Oh D 13-15           | Éliminé             | Éliminé             | 8e   |
| François Cauchon                                                          | Sabre individuel    | Di Tella D 13-15    | Éliminé             | Éliminé             | Éliminé              | Éliminé             | Éliminé             | 34e  |
| Shaul Gordon                                                              | Sabre individuel    | Exempté             | Samele D 10-15      | Éliminé             | Éliminé              | Éliminé             | Éliminé             | 29e  |
| • Farès Arfa • François Cauchon • Shaul Gordon • Olivier Desrosiers(R)    | Sabre par équipe    | Non disputé         | Non disputé         | Non disputé         | Corée du Sud D 33-45 | Égypte D 41-45      | États-Unis D 43-45  | 8e   |

| Athlète                                                         | Épreuve            | 32e de finale       | 16e de finale            | 8e de finale        | Quarts de finale    | Demi-finale         | Finale              | Rang                                |
| Athlète                                                         | Épreuve            | Adversaire Résultat | Adversaire Résultat      | Adversaire Résultat | Adversaire Résultat | Adversaire Résultat | Adversaire Résultat | Rang                                |
| --------------------------------------------------------------- | ------------------ | ------------------- | ------------------------ | ------------------- | ------------------- | ------------------- | ------------------- | ----------------------------------- |
| Ruien Xiao                                                      | Épée individuelle  | Moellhausen V 15-11 | Kryvytska D 14-15        | Éliminée            | Éliminée            | Éliminée            | Éliminée            | 14e                                 |
| Jessica Guo                                                     | Fleuret individuel | Inostroza V 15-7    | Scruggs D 11-15          | Éliminée            | Éliminée            | Éliminée            | Éliminée            | 10e                                 |
| Eleanor Harvey                                                  | Fleuret individuel | Wang V 12-8         | Walczyk-Klimaszyk V 15-6 | Favaretto V 15-14   | Exemptée            | Scruggs D 9-15      | Volpi V 15-12       | Médaille de bronze, Jeux olympiques |
| Yunjia Zhang                                                    | Fleuret individuel | Chen V 15-7         | Pásztor D 5-15           | Éliminée            | Éliminée            | Éliminée            | Éliminée            | 16e                                 |
| • Jessica Guo • Eleanor Harvey • Yunjia Zhang • Sabrina Fang(R) | Fleuret par équipe | Non disputé         | Non disputé              | Non disputé         | France V 38-36      | États-Unis D 31-45  | Japon D 32-33       | 4e                                  |
| Pamela Brind'Amour                                              | Sabre individuel   | Gkountoúra D 3-15   | Éliminée                 | Éliminée            | Éliminée            | Éliminée            | Éliminée            | 28e                                 |

### Football (soccer)
| Épreuve         | Phase éliminatoire       | Phase éliminatoire  | Phase éliminatoire  | Phase éliminatoire | Quart de finale     | Demi-finale         | Finale / MB         | Rang |
| Épreuve         | Adversaire Résultat      | Adversaire Résultat | Adversaire Résultat | Rang               | Adversaire Résultat | Adversaire Résultat | Adversaire Résultat | Rang |
| --------------- | ------------------------ | ------------------- | ------------------- | ------------------ | ------------------- | ------------------- | ------------------- | ---- |
| Tournoi féminin | Nouvelle-Zélande V 2 - 1 | France V 2 - 1      | Colombie V 1 - 0    | 2e                 | Allemagne D 2 - 4   | Éliminées           | Éliminées           | 7e   |

Équipe féminine de football :
- 1 - Kailen Sheridan : Gardienne de but
- 2 - Gabrielle Carle : Défenseur
- 3 - Kadeisha Buchanan : Défenseur
- 4 - Evelyne Viens : Attaquante
- 5 - Quinn : Milieu de terrain
- 6 - Cloé Lacasse : Attaquante
- 7 - Julia Grosso : Milieu de terrain
- 8 - Jayde Riviere : Défenseur
- 9 - Jordyn Huitema : Attaquante
- 10 - Ashley Lawrence : Défenseur
- 11 - Adriana Leon : Attaquante
- 12 - Jade Rose : Défenseur
- 13 - Simi Awujo : Milieu de terrain
- 14 - Vanessa Gilles : Défenseur
- 15 - Nichelle Prince : Attaquante
- 16 - Janine Beckie : Attaquante
- 17 - Jessie Fleming  : Milieu de terrain
- 18 -  Sabrina D'Angelo : Gardienne de but
- 20 - Shelina Zadorsky(R) : Défenseur

### Golf
| Athlète          | Épreuve | 1er tour | 2e tour | 3e tour | 4e tour | Total | Total | Total |
| Athlète          | Épreuve | Points   | Points  | Points  | Points  | Total | Par   | Rang  |
| ---------------- | ------- | -------- | ------- | ------- | ------- | ----- | ----- | ----- |
| Corey Conners    | Hommes  | 68       | 69      | 69      | 66      | 272   | -12   | T9    |
| Nick Taylor      | Hommes  | 70       | 73      | 68      | 69      | 280   | -4    | T30   |
| Brooke Henderson | Femmes  | 74       | 73      | 67      | 71      | 285   | -3    | T13   |
| Alena Sharp      | Femmes  | 71       | 76      | 77      | 73      | 297   | +9    | T42   |

### Gymnastique

#### Gymnastique artistique
| Athlète         | Qualifications | Qualifications | Qualifications | Qualifications | Qualifications    | Qualifications | Qualifications | Qualifications | Finale | Finale         | Finale  | Finale | Finale            | Finale     | Finale  | Finale |
| Athlète         | Agrès          | Agrès          | Agrès          | Agrès          | Agrès             | Agrès          | Total          | Rang           | Agrès  | Agrès          | Agrès   | Agrès  | Agrès             | Agrès      | Total   | Rang   |
| Athlète         | Sol            | Cheval d'arçon | Anneaux        | Saut           | Barres parallèles | Barre fixe     | Total          | Rang           | Sol    | Cheval d'arçon | Anneaux | Saut   | Barres parallèles | Barre fixe | Total   | Rang   |
| --------------- | -------------- | -------------- | -------------- | -------------- | ----------------- | -------------- | -------------- | -------------- | ------ | -------------- | ------- | ------ | ----------------- | ---------- | ------- | ------ |
| Zachary Clay    | -              | 13.733         | -              | -              | 12.900            | -              | -              | -              | -      | 14.133         | -       | -      | -                 | -          | -       | -      |
| René Cournoyer  | 13.333         | 13.033         | 13.933         | 13.766         | 14.333            | 12.400         | 80.798         | 26e            | -      | 10.566         | 12.866  | 14.400 | 14.266            | 13.600     | -       | -      |
| Félix Dolci     | 14.133         | 11.133         | 13.366         | 14.333         | 14.400            | 14.133         | 81.498         | 22e            | 13.966 | -              | 13.633  | 14.300 | 13.566            | 13.966     | -       | -      |
| William Émard   | 14.000         | -              | 14.400         | 14.266         | -                 | 11.066         | -              | -              | 13.833 | -              | 13.366  | 14.466 | -                 | -          | -       | -      |
| Samuel Zakutney | 13.233         | 12.233         | 12.600         | 13.633         | 13.966            | 14.033         | 79.698         | 26e            | 13.400 | 13.266         | -       | -      | 14.333            | 13.500     | -       | -      |
| Total           | 41.466         | 38.999         | 41.699         | 42.365         | 42.699            | 40.566         | 247.794        | 8e             | 41.199 | 37.965         | 39.865  | 43.166 | 42.165            | 41.066     | 245.426 | 8e     |

| Athlète        | Épreuve          | Qualifications | Qualifications | Qualifications | Qualifications | Qualifications    | Qualifications | Qualifications | Qualifications | Finale | Finale         | Finale  | Finale | Finale            | Finale     | Finale | Finale |
| Athlète        | Épreuve          | Agrès          | Agrès          | Agrès          | Agrès          | Agrès             | Agrès          | Total          | Rang           | Agrès  | Agrès          | Agrès   | Agrès  | Agrès             | Agrès      | Total  | Rang   |
| Athlète        | Épreuve          | Sol            | Cheval d'arçon | Anneaux        | Saut           | Barres parallèles | Barre fixe     | Total          | Rang           | Sol    | Cheval d'arçon | Anneaux | Saut   | Barres parallèles | Barre fixe | Total  | Rang   |
| -------------- | ---------------- | -------------- | -------------- | -------------- | -------------- | ----------------- | -------------- | -------------- | -------------- | ------ | -------------- | ------- | ------ | ----------------- | ---------- | ------ | ------ |
| René Cournoyer | Concours général | 13.333         | 13.033         | 13.933         | 13.766         | 14.333            | 12.400         | 80.798         | 26e            | 13.600 | 13.100         | 13.700  | 13.733 | 14.300            | 13.300     | 81.733 | 17e    |
| Félix Dolci    | Concours général | 14.133         | 11.133         | 13.366         | 14.333         | 14.400            | 14.133         | 81.498         | 22e            | 14.366 | 12.533         | 13.766  | 14.366 | 14.333            | 11.733     | 81.097 | 20e    |

| Athlète       | Qualifications | Qualifications      | Qualifications | Qualifications | Qualifications | Qualifications | Finale | Finale              | Finale | Finale | Finale  | Finale |
| Athlète       | Agrès          | Agrès               | Agrès          | Agrès          | Total          | Rang           | Agrès  | Agrès               | Agrès  | Agrès  | Total   | Rang   |
| Athlète       | Saut           | Barres asymétriques | Poutre         | Sol            | Total          | Rang           | Saut   | Barres asymétriques | Poutre | Sol    | Total   | Rang   |
| ------------- | -------------- | ------------------- | -------------- | -------------- | -------------- | -------------- | ------ | ------------------- | ------ | ------ | ------- | ------ |
| Ellie Black   | 14.000         | 14.166              | 13.100         | 13.400         | 54.766         | 9e             | 14.166 | 12.800              | 14.300 | 13.633 | -       | -      |
| Cassie Lee    | --             | 12.166              | 13.466         | 12.366         | --             | --             | --     | --                  | 13.333 | 12.600 | -       | -      |
| Shallon Olsen | 14.166         | --                  | --             | --             | --             | --             | 14.400 | --                  | --     | --     | -       | -      |
| Ava Stewart   | 13.600         | 13.466              | 12.633         | 12.633         | 52.332         | 26e            | 13.300 | 13.500              | 13.800 | --     | -       | -      |
| Aurélie Tran  | 13.166         | 13.500              | 12.066         | 13.066         | 51.798         | 29e            | --     | 13.500              | --     | 13.100 | -       | -      |
| Total         | 42.133         | 41.132              | 39.199         | 39.099         | 161.563        | 6e             | 41.866 | 39.800              | 41.433 | 39.333 | 162.432 | 5e     |

| Athlète       | Épreuve          | Qualifications | Qualifications      | Qualifications | Qualifications | Qualifications | Qualifications | Finale | Finale              | Finale | Finale | Finale | Finale |
| Athlète       | Épreuve          | Agrès          | Agrès               | Agrès          | Agrès          | Total          | Rang           | Agrès  | Agrès               | Agrès  | Agrès  | Total  | Rang   |
| Athlète       | Épreuve          | Saut           | Barres asymétriques | Poutre         | Sol            | Total          | Rang           | Saut   | Barres asymétriques | Poutre | Sol    | Total  | Rang   |
| ------------- | ---------------- | -------------- | ------------------- | -------------- | -------------- | -------------- | -------------- | ------ | ------------------- | ------ | ------ | ------ | ------ |
| Ellie Black   | Concours général | 14.00          | 14.166              | 13.100         | 13.400         | 54.766         | 9e             | 14.100 | 14.066              | 12.933 | 13.700 | 54.799 | 6e     |
| Ava Stewart   | Concours général | 13.600         | 13.466              | 12.633         | 12.633         | 52.332         | 26e            | 13.333 | 12.633              | 13.166 | 12.500 | 51.632 | 19e    |
| Ellie Black   | Saut de cheval   | 14.00          | -                   | -              | -              | -              | 8e             | 13.933 | -                   | -      | -      | -      | 6e     |
| Shallon Olsen | Saut de cheval   | 14.166         | -                   | -              | -              | -              | 7e             | 13.366 | -                   | -      | -      | -      | 8e     |

#### Trampoline
| Athlète         | Épreuve          | Qualifications  | Qualifications | Qualifications | Qualifications | Finale        | Finale                              |
| Athlète         | Épreuve          | Routine imposée | Routine libre  | Meilleure note | Rang           | Routine libre | Rang                                |
| --------------- | ---------------- | --------------- | -------------- | -------------- | -------------- | ------------- | ----------------------------------- |
| Sophiane Méthot | Concours féminin | 54.640          | 53.160         | 54.640         | 8e             | 55.650        | Médaille de bronze, Jeux olympiques |

### Haltérophilie
| Athlète       | Catégorie      | Arraché  | Arraché | Épaulé-jeté | Épaulé-jeté | Total | Rang |
| Athlète       | Catégorie      | Résultat | Rang    | Résultat    | Rang        | Total | Rang |
| ------------- | -------------- | -------- | ------- | ----------- | ----------- | ----- | ---- |
| Boady Santavy | Moins de 89 kg | 163 kg   | 9e      | 188 kg      | --          | NPT   | NPT  |

| Athlète       | Catégorie      | Arraché  | Arraché | Épaulé-jeté | Épaulé-jeté | Total  | Rang                               |
| Athlète       | Catégorie      | Résultat | Rang    | Résultat    | Rang        | Total  | Rang                               |
| ------------- | -------------- | -------- | ------- | ----------- | ----------- | ------ | ---------------------------------- |
| Maude Charron | Moins de 59 kg | 106 kg   | 2e      | 130 kg      | 2e          | 236 kg | Médaille d'argent, Jeux olympiques |

### Judo
| Athlète                   | Catégorie       | 16e de finale       | 8e de finale        | Quart de finale     | Demi-finale         | Repêchage           | Finale / CB         | Rang |
| Athlète                   | Catégorie       | Adversaire Résultat | Adversaire Résultat | Adversaire Résultat | Adversaire Résultat | Adversaire Résultat | Adversaire Résultat | Rang |
| ------------------------- | --------------- | ------------------- | ------------------- | ------------------- | ------------------- | ------------------- | ------------------- | ---- |
| Arthur Margelidon         | Moins de 73 kg  | Khojazoda V 01-00   | Wandtke V 10-00     | Heydarov D 0-10     | Éliminé             | Lombardo D 0-10     | Éliminé             | 7e   |
| François Gauthier-Drapeau | Moins de 81 kg  | Fernando V 10-00    | Gandía V 10-00      | Esposito D 00-10    | Éliminé             | Casse D 00-01       | Éliminé             | 7e   |
| Shady Elnahas             | Moins de 100 kg | Exempté             | Eich D 00-001       | Éliminé             | Éliminé             | Éliminé             | Éliminé             | 9e   |

| Athlète                     | Catégorie      | 16e de finale       | 8e de finale        | Quart de finale     | Demi-finale         | Repêchage           | Finale / CB         | Rang                           |
| Athlète                     | Catégorie      | Adversaire Résultat | Adversaire Résultat | Adversaire Résultat | Adversaire Résultat | Adversaire Résultat | Adversaire Résultat | Rang                           |
| --------------------------- | -------------- | ------------------- | ------------------- | ------------------- | ------------------- | ------------------- | ------------------- | ------------------------------ |
| Kelly Deguchi               | Moins de 52 kg | Abe D 0-11          | Éliminée            | Éliminée            | Éliminée            | Éliminée            | Éliminée            | 17e                            |
| Christa Deguchi             | Moins de 57 kg | Exemptée            | Jiménez V 10-00     | Perišić V 01-00     | Cysique V 10-00     | Exemptée            | Huh V 10-00         | Médaille d'or, Jeux olympiques |
| Catherine Beauchemin-Pinard | Moins de 63 kg | Exempté             | Özbas V 10-00       | Leški D 00-01       | Éliminée            | Fazliu D 00-01      | Éliminée            | 7e                             |
| Ana Laura Portuondo Isasi   | Plus de 78 kg  | Marenco D 00-01     | Éliminée            | Éliminée            | Éliminée            | Éliminée            | Éliminée            | 17e                            |

| Athlètes | 8e de finale        | Quart de finale     | Demi-finale         | Repêchage           | Finale / CB         | Rang |
| Athlètes | Adversaire Résultat | Adversaire Résultat | Adversaire Résultat | Adversaire Résultat | Adversaire Résultat | Rang |
| --- | ------------------- | ------------------- | ------------------- | ------------------- | ------------------- | ---- |
| • Catherine Beauchemin-Pinard • Christa Deguchi • Kelly Deguchi • Shady Elnahas • François Gauthier-Drapeau • Arthur Margelidon • Ana Laura Portuondo Isasi | Ouzbékistan D 0-4   | Éliminés            | Éliminés            | Éliminés            | Éliminés            | 9e   |

### Lutte
| Athlète         | Catégorie       | 8e de finale        | Quart de finale     | Demi-finale         | Repêchage           | Finale / CB         | Rang |
| Athlète         | Catégorie       | Adversaire Résultat | Adversaire Résultat | Adversaire Résultat | Adversaire Résultat | Adversaire Résultat | Rang |
| --------------- | --------------- | ------------------- | ------------------- | ------------------- | ------------------- | ------------------- | ---- |
| Alex Moore      | Moins de 86 kg  | Ramazanov D 2–12    | Éliminé             | Éliminé             | Shapiev D 1–6       | Éliminé             | 9e   |
| Amar Dhesi (en) | Moins de 125 kg | Deng V 2–1          | Zare D 0–10         | Éliminé             | Lazarev D 0–5       | Éliminé             | 9e   |

| Athlète                    | Catégorie      | 8e de finale        | Quart de finale     | Demi-finale         | Repêchage           | Finale / CB         | Rang |
| Athlète                    | Catégorie      | Adversaire Résultat | Adversaire Résultat | Adversaire Résultat | Adversaire Résultat | Adversaire Résultat | Rang |
| -------------------------- | -------------- | ------------------- | ------------------- | ------------------- | ------------------- | ------------------- | ---- |
| Hannah Taylor              | Moins de 57 kg | Sakurai D 1–6       | Éliminée            | Éliminée            | Valverde V 13–0     | Maroulis D 0–4      | 5e   |
| Ana Paula Godinez Gonzalez | Moins de 62 kg | Douarre V 5–2       | Motoki D 0–11       | Éliminée            | Incze V 2–0         | Bullen D 0–11       | 5e   |
| Linda Morais               | Moins de 68 kg | Oborududu D 2–8     | Éliminée            | Éliminée            | Éliminée            | Éliminée            | 14e  |
| Justina Di Stasio          | Moins de 76 kg | Yiğit D 2–8         | Éliminée            | Éliminée            | Éliminée            | Éliminée            | e    |

### Natation
| Athlète                                                         | Épreuve              | Séries        | Séries | Demi-finale   | Demi-finale | Finale        | Finale                              |
| Athlète                                                         | Épreuve              | Temps         | Rang   | Temps         | Rang        | Temps         | Rang                                |
| --------------------------------------------------------------- | -------------------- | ------------- | ------ | ------------- | ----------- | ------------- | ----------------------------------- |
| Josh Liendo                                                     | 50 m nage libre      | 21 s 92       | 15e    | 21 s 69       | 9e R        | 21 s 58       | 4e                                  |
| Josh Liendo                                                     | 100 m nage libre     | 48 s 34       | 10e    | 48 s 06       | 11e         | Éliminé       | Éliminé                             |
| Yuri Kisil                                                      | 100 m nage libre     | 49 s 06       | 29e    | Éliminé       | Éliminé     | Éliminé       | Éliminé                             |
| Blake Tierney                                                   | 100 m dos            | 53 s 89       | 15e    | 53 s 71       | 16e         | Éliminé       | Éliminé                             |
| Javier Acevedo                                                  | 100 m dos            | 54 s 19       | 20e    | Éliminé       | Éliminé     | Éliminé       | Éliminé                             |
| Blake Tierney                                                   | 200 m dos            | 1 min 58 s 39 | 19e    | Éliminé       | Éliminé     | Éliminé       | Éliminé                             |
| Josh Liendo                                                     | 100 m papillon       | 50 s 55       | 2e     | 50 s 42       | 3e          | 49 s 99       | Médaille d'argent, Jeux olympiques  |
| Ilya Kharun                                                     | 100 m papillon       | 50 s 71       | 5e     | 50 s 58       | 6e          | 50 s 45       | Médaille de bronze, Jeux olympiques |
| Ilya Kharun                                                     | 200 m papillon       | 1 min 54 s 06 | 2e     | 1 min 54 s 01 | 3e          | 1 min 52 s 80 | Médaille de bronze, Jeux olympiques |
| Finlay Knox                                                     | 200 m 4 nages        | 1 min 58 s 97 | 13e    | 1 min 57 s 76 | 8e          | 1 min 57 s 26 | 8e                                  |
| Tristan Jankovics                                               | 400 m 4 nages        | 4 min 18 s 23 | 16e    | Non disputé   | Non disputé | Éliminé       | Éliminé                             |
| • Javier Acevedo • Yuri Kisil • Finlay Knox • Josh Liendo       | 4 × 100 m nage libre | 3 min 12 s 77 | 5e     | Non disputé   | Non disputé | 3 min 12 s 18 | 6e                                  |
| • Alex Axon • Jeremy Bagshaw • Patrick Hussey • Lorne Wigginton | 4 × 200 m nage libre | 7 min 12 s 07 | 14e    | Non disputé   | Non disputé | Éliminés      | Éliminés                            |
| • Blake Tierney • Finlay Knox • Ilya Kharun • Josh Liendo       | 4 × 100 m 4 nages    | 3 min 32 s 33 | 7e     | Non disputé   | Non disputé | 3 min 31 s 27 | 5e                                  |

| Athlète | Épreuve              | Séries        | Séries      | Demi-finale   | Demi-finale | Finale           | Finale                              |
| Athlète | Épreuve              | Temps         | Rang        | Temps         | Rang        | Temps            | Rang                                |
| --- | -------------------- | ------------- | ----------- | ------------- | ----------- | ---------------- | ----------------------------------- |
| Taylor Ruck | 50 m nage libre      | 24 s 57       | 8e          | 24 s 72       | 13e         | Éliminée         | Éliminée                            |
| Maggie Mac Neil | 100 m nage libre     | 54 s 16       | 16e         | Éliminée      | Éliminée    | Éliminée         | Éliminée                            |
| Mary-Sophie Harvey                                                                                                   | 200 m nage libre     | 1 min 56 s 21 | 2e          | 1 min 56 s 37 | 8e          | 1 min 55 s 29    | 4e                                  |
| Summer McIntosh | 400 m nage libre     | Non disputé   | Non disputé | 4 min 2 s 65  | 4e          | 3 min 58 s 37    | Médaille d'argent, Jeux olympiques  |
| Kylie Masse | 100 m dos            | 59 s 06       | 4e          | 58 s 82       | 5e          | 58 s 29          | 4e                                  |
| Ingrid Wilm | 100 m dos            | 1 min 0 s 06  | 12e         | 59 s 10       | 6e          | 59 s 25          | 6e                                  |
| Kylie Masse | 200 m dos            | 2 min 8 s 54  | 2e          | 2 min 7 s 92  | 5e          | 2 min 5 s 57     | Médaille de bronze, Jeux olympiques |
| Regan Rathwell | 200 m dos            | 2 min 12 s 21 | 22e         | Éliminée      | Éliminée    | Éliminée         | Éliminée                            |
| Sophie Angus | 100 m brasse         | 1 min 6 s 93  | 18e         | Éliminée      | Éliminée    | Éliminée         | Éliminée                            |
| Sydney Pickrem | 200 m brasse         | 2 min 25 s 45 | 13e         | 2 min 24 s 03 | 9e          | Éliminée         | Éliminée                            |
| Kelsey Wog | 200 m brasse         | 2 min 25 s 11 | 12e         | 2 min 24 s 82 | 13e         | Éliminée         | Éliminée                            |
| Maggie Mac Neil | 100 m papillon       | 57 s 00       | 7e          | 56 s 55       | 4e          | 56 s 44          | 5e                                  |
| Rebecca Smith | 100 m papillon       | 58 s 85       | 24e         | Éliminée      | Éliminée    | Éliminée         | Éliminée                            |
| Summer McIntosh | 200 m papillon       | 2 min 7 s 70  | 6e          | 2 min 4 s 87  | 1er         | 2 min 3 s 03     | Médaille d'or, Jeux olympiques      |
| Summer McIntosh | 200 m 4 nages        | 2 min 9 s 90  | 1er         | 2 min 8 s 30  | 2e          | 2 min 6 s 56     | Médaille d'or, Jeux olympiques      |
| Sydney Pickrem | 200 m 4 nages        | 2 min 10 s 63 | 4e          | 2 min 9 s 65  | 5e          | 2 min 9 s 74     | 6e                                  |
| Summer McIntosh | 400 m 4 nages        | 4 min 37 s 35 | 3e          | Non disputé   | Non disputé | 4 min 27 s 71    | Médaille d'or, Jeux olympiques      |
| Ella Jansen | 400 m 4 nages        | 4 min 42 s 06 | 11e         | Non disputé   | Non disputé | Éliminée         | 11e                                 |
| • Maggie Mac Neil • Taylor Ruck • Summer McIntosh • Penny Oleksiak • Mary-Sophie Harvey • Brooklyn Douthwrigth       | 4 × 100 m nage libre | 3 min 35 s 29 | 6e          | Non disputé   | Non disputé | 3 min 32 s 99    | 4e                                  |
| • Julie Brousseau (en) • Mary-Sophie Harvey • Ella Jansen • Emma O'Croinin • Summer McIntosh                         | 4 × 200 m nage libre | 7 min 53 s 03 | 6e          | Non disputé   | Non disputé | 7 min 46 s 05    | 4e                                  |
| • Ingrid Wilm • Sophie Angus • Mary-Sophie Harvey • Penny Oleksiak • Kylie Masse • Maggie Mac Neil • Summer McIntosh | 4 × 100 m 4 nages    | 3 min 56 s 10 | 2e          | Non disputé   | Non disputé | 3 min 53 s 91    | 4e                                  |
| Emma Finlin | 10 km en eau libre   | Non disputé   | Non disputé | Non disputé   | Non disputé | 2 h 22 min 6 s 5 | 23e                                 |

| Athlète                                                       | Épreuve           | Série         | Série | Finale        | Finale |
| Athlète                                                       | Épreuve           | Temps         | Rang  | Temps         | Rang   |
| ------------------------------------------------------------- | ----------------- | ------------- | ----- | ------------- | ------ |
| • Blake Tierney • Apollo Hess • Maggie Mac Neil • Taylor Ruck | 4 × 100 m 4 nages | 3 min 43 s 87 | 6e    | 3 min 41 s 41 | 5e     |

### Natation artistique
| Athlètes | Épreuve | Programmes | Programmes | Programmes  | Total    | Rang |
| Athlètes | Épreuve | Technique  | Libre      | Acrobatique | Total    | Rang |
| --- | ------- | ---------- | ---------- | ----------- | -------- | ---- |
| • Audrey Lamothe • Jacqueline Simoneau | Duo     | 201.5167   | 290.9103   | Non disputé | 492.4270 | 9e   |
| • Scarlett Finn • Audrey Lamothe • Jonnie Newman • Raphaelle Plante • Kenzie Priddell • Claire Scheffel • Jacqueline Simoneau • Florence Tremblay | Ballet  | 262.4808   | 343.6854   | 253.0567    | 859.229  | 6e   |

### Plongeon
| Athlète                               | Éopreuve                    | Tour préliminaire | Tour préliminaire | Demi-finale | Demi-finale | Finale | Finale                              |
| Athlète                               | Éopreuve                    | Points            | Rang              | Points      | Rang        | Points | Rang                                |
| ------------------------------------- | --------------------------- | ----------------- | ----------------- | ----------- | ----------- | ------ | ----------------------------------- |
| Rylan Wiens                           | Haut-vol à 10 m             | 485.25            | 3e                | 468.40      | 5e          | 445.60 | 7e                                  |
| Nathan Zsombor-Murray                 | Haut-vol à 10 m             | 407.20            | 10e               | 410.80      | 10e         | 404.90 | 10e                                 |
| • Nathan Zsombor-Murray • Rylan Wiens | Haut-vol à 10 m synchronisé | Non disputé       | Non disputé       | Non disputé | Non disputé | 422.13 | Médaille de bronze, Jeux olympiques |

| Athlète                     | Compétition                 | Tour préliminaire | Tour préliminaire | Demi-finale | Demi-finale | Finale   | Finale   |
| Athlète                     | Compétition                 | Points            | Rang              | Points      | Rang        | Points   | Rang     |
| --------------------------- | --------------------------- | ----------------- | ----------------- | ----------- | ----------- | -------- | -------- |
| Margo Erlam                 | Tremplin à 3 m              | 258.30            | 22e               | Éliminée    | Éliminée    | Éliminée | Éliminée |
| Caeli McKay                 | Haut-vol à 10 m             | 324.90            | 3e                | 308.55      | 7e          | 364.50   | 4e       |
| Kate Miller                 | Haut-vol à 10 m             | 266.30            | 20e               | Éliminée    | Éliminée    | Éliminée | Éliminée |
| • Caeli McKay • Kate Miller | Haut-vol à 10 m synchronisé | Non disputé       | Non disputé       | Non disputé | Non disputé | 299.22   | 4e       |

### Rugby à sept
| Épreuve         | Phase de poules     | Phase de poules         | Phase de poules     | Phase de poules | Quart de finale / MC | Demi-finale / MC    | Finale / 3e / MC         | Rang                               |
| Épreuve         | Adversaire Résultat | Adversaire Résultat     | Adversaire Résultat | Rang            | Adversaire Résultat  | Adversaire Résultat | Adversaire Résultat      | Rang                               |
| --------------- | ------------------- | ----------------------- | ------------------- | --------------- | -------------------- | ------------------- | ------------------------ | ---------------------------------- |
| Tournoi féminin | Fidji V 17-14       | Nouvelle-Zélande D 7-33 | Chine V 26-17       | 2e              | France V 19-14       | Australie V 21-12   | Nouvelle-Zélande D 19-12 | Médaille d'argent, Jeux olympiques |

 Équipe féminine de rugby :
- 1 - Caroline Crossley
- 2 - Olivia Apps
- 3 - Alysha Corrigan
- 4 - Asia Hogan-Rochester
- 5 - Chloe Daniels
- 6 - Charity Williams
- 7 - Florence Symonds
- 8 - Carissa Norsten
- 9 - Krissy Scurfield
- 10 - Fancy Bermudez
- 11 - Piper Logan
- 12 - Keyara Wardley
- 13 - Taylor Perry
- 14 - Shalaya Valenzuela

### Skateboard
| Athlète            | Épreuve | Préliminaire | Préliminaire | Préliminaire | Préliminaire | Finale   | Finale   | Finale   | Finale |
| Athlète            | Épreuve | Course 1     | Course 2     | Course 3     | Rang         | Course 1 | Course 2 | Course 3 | Rang   |
| ------------------ | ------- | ------------ | ------------ | ------------ | ------------ | -------- | -------- | -------- | ------ |
| Fay De Fazio Ebert | Femmes  | 18.66        | 30.00        | 51.82        | 20e          | Éliminée | Éliminée | Éliminée | 20e    |

| Athlète         | Épreuve | Préliminaire | Préliminaire | Préliminaire | Préliminaire | Préliminaire | Préliminaire | Préliminaire | Préliminaire | Préliminaire | Finale  | Finale  | Finale  | Finale  | Finale  | Finale  | Finale  | Finale  | Finale |
| Athlète         | Épreuve | Courses      | Courses      | Feintes      | Feintes      | Feintes      | Feintes      | Feintes      | Total        | Rang         | Courses | Courses | Feintes | Feintes | Feintes | Feintes | Feintes | Total   | Rang   |
| Athlète         | Épreuve | 1            | 2            | 1            | 2            | 3            | 4            | 5            | Total        | Rang         | 1       | 2       | 1       | 2       | 3       | 4       | 5       | Total   | Rang   |
| --------------- | ------- | ------------ | ------------ | ------------ | ------------ | ------------ | ------------ | ------------ | ------------ | ------------ | ------- | ------- | ------- | ------- | ------- | ------- | ------- | ------- | ------ |
| Matt Berger     | Hommes  | 44.53        | 51.99        | 0.00         | 0.00         | 0.00         | 88.50        | 89.95        | 230.44       | 11e          | Éliminé | Éliminé | Éliminé | Éliminé | Éliminé | Éliminé | Éliminé | Éliminé | 11e    |
| Ryan Decenzo    | Hommes  | 18.06        | 25.84        | 0.00         | 0.00         | 90.85        | 0.00         | 0.00         | 116.69       | 18e          | Éliminé | Éliminé | Éliminé | Éliminé | Éliminé | Éliminé | Éliminé | Éliminé | 18e    |
| Cordano Russell | Hommes  | 69.00        | 86.99        | 85.38        | 91.50        | 0.00         | 0.00         | 0.00         | 263.87       | 7e           | 19.06   | 23.55   | 0.00    | 92.88   | 93.32   | 94.93   | 0.00    | 211.80  | 7e     |

### Surf
| Athlète            | Épreuve | 1er tour | 2e tour | 3e tour               | Quart de finale     | Demi-finale         | Finale              | Finale              |            |
| Athlète            | Épreuve | Résultat | Rang    | Adversaire Résultat   | Adversaire Résultat | Adversaire Résultat | Adversaire Résultat | Adversaire Résultat | Classement |
| ------------------ | ------- | -------- | ------- | --------------------- | ------------------- | ------------------- | ------------------- | ------------------- | ---------- |
| Sanoa Dempfle-Olin | Femmes  | 4,83     | 3e      | Hinckel D 6,30 - 7,10 | Éliminée            | Éliminée            | Éliminée            | Éliminée            | 17e        |

### Taekwondo
| Athlète        | Catégorie      | Éliminatoires       | Quart de finale     | Demi-finale         | Repêchage           | Finale / CB         | Rang                                |
| Athlète        | Catégorie      | Adversaire Résultat | Adversaire Résultat | Adversaire Résultat | Adversaire Résultat | Adversaire Résultat | Rang                                |
| -------------- | -------------- | ------------------- | ------------------- | ------------------- | ------------------- | ------------------- | ----------------------------------- |
| Josipa Kafadar | Moins de 49 kg | Stojković D 0 - 2   | Éliminée            | Éliminée            | Éliminée            | Éliminée            | 9e                                  |
| Skylar Park    | Moins de 57 kg | Hronova V 2 - 0     | Kim D 0 - 2         | Non disputé         | İlgün V 2 - 0       | Aoun V 2 - 0        | Médaille de bronze, Jeux olympiques |

### Tennis
| Joueur (n° de tête de série) | Épreuve | 32e de finale                      | 16e de finale             | 8e de finale               | Quarts de finale        | Demi-finale                | Finale / MB                     | Rang |
| Joueur (n° de tête de série) | Épreuve | Adversaire Résultat                | Adversaire Résultat       | Adversaire Résultat        | Adversaire Résultat     | Adversaire Résultat        | Adversaire Résultat             | Rang |
| ---------------------------- | ------- | ---------------------------------- | ------------------------- | -------------------------- | ----------------------- | -------------------------- | ------------------------------- | ---- |
| Félix Auger-Aliassime (13)   | Hommes  | Bat Giron 6-1, 6-4                 | Bat Marterer 6-0, 6-1     | Bat Medvedev 6-3, 7-65     | Bat Ruud 6-4, 68-7, 6-3 | Battu par Alcaraz 1-6, 1-6 | Battu par Musetti 4-6, 6-1, 3-6 | 4e   |
| Milos Raonic                 | Hommes  | Battu par Koepfer 7-62, 65-7, 61-7 | Éliminé                   | Éliminé                    | Éliminé                 | Éliminé                    | Éliminé                         | 33e  |
| Bianca Andreescu             | Femmes  | Bat Tauson 6-2, 6-3                | Battue par Vekić 3-6, 4-6 | Éliminé                    | Éliminé                 | Éliminé                    | Éliminé                         | 17e  |
| Leylah Annie Fernandez(16)   | Femmes  | Bat Muchová 6-1, 4-6, 6-2          | Bat Bucșa 7-64, 6-3       | Battue par Kerber 4-6, 3-6 | Éliminée                | Éliminée                   | Éliminée                        | 9e   |

| Joueurs (n° de tête de série)                    | Compétition     | 16e de finale                      | 8e de finale                                | Quarts de finale                        | Demi-finale                            | Finale / MB                         | Rang                                |
| Joueurs (n° de tête de série)                    | Compétition     | Adversaires Résultat               | Adversaires Résultat                        | Adversaires Résultat                    | Adversaires Résultat                   | Adversaires Résultat                | Rang                                |
| ------------------------------------------------ | --------------- | ---------------------------------- | ------------------------------------------- | --------------------------------------- | -------------------------------------- | ----------------------------------- | ----------------------------------- |
| • Félix Auger-Aliassime • Milos Raonic           | Double - Hommes | Battus par Fritz / Paul 614-7, 4-6 | Éliminés                                    | Éliminés                                | Éliminés                               | Éliminés                            | 17e                                 |
| • Gabriela Dabrowski • Leylah Annie Fernandez(5) | Double - Femmes | Battent Burel / Gracheva 6-1, 7-5  | Battues par Andreeva / Shnaider 4-6, 0-6    | Éliminées                               | Éliminées                              | Éliminées                           | 9e                                  |
| • Gabriela Dabrowski • Félix Auger-Aliassime     | Mixte           | Non disputé                        | Battent Watson / Salisbury 7-5, 4-6, [10-3] | Battent Gauff / Fritz 7-62, 3-6, [10-8] | Battus par Siniaková / Macháč 3-6, 3-6 | Battent Schuurs / Koolhof 6-3, 7-62 | Médaille de bronze, Jeux olympiques |

### Tennis de table
| Athlète(s) (n° de tête de série)             | Épreuve | 32e de finale          | 16e de finale          | 8e de finale           | Quart de finale        | Demi-finale            | Finale / MB            | Rang |
| Athlète(s) (n° de tête de série)             | Épreuve | Adversaire(s) Résultat | Adversaire(s) Résultat | Adversaire(s) Résultat | Adversaire(s) Résultat | Adversaire(s) Résultat | Adversaire(s) Résultat | Rang |
| -------------------------------------------- | ------- | ---------------------- | ---------------------- | ---------------------- | ---------------------- | ---------------------- | ---------------------- | ---- |
| Edward Ly(22)                                | Simple  | Exempté                | Ghiónis D 0 - 4        | Éliminé                | Éliminé                | Éliminé                | Éliminé                | 33e  |
| Eugene Wang(55)                              | Simple  | Exempté                | Togami D 0 - 4         | Éliminé                | Éliminé                | Éliminé                | Éliminé                | 33e  |
| • Edward Ly • Eugene Wang • Jeremy Hazin(16) | Équipe  | Non disputé            | Non disputé            | Allemagne D 0 - 3      | Éliminés               | Éliminés               | Éliminés               | 9e   |

| Athlète(s) (n° de tête de série) | Épreuve | 32e de finale          | 16e de finale          | 8e de finale           | Quart de finale        | Demi-finale            | Finale / MB            | Rang |
| Athlète(s) (n° de tête de série) | Épreuve | Adversaire(s) Résultat | Adversaire(s) Résultat | Adversaire(s) Résultat | Adversaire(s) Résultat | Adversaire(s) Résultat | Adversaire(s) Résultat | Rang |
| -------------------------------- | ------- | ---------------------- | ---------------------- | ---------------------- | ---------------------- | ---------------------- | ---------------------- | ---- |
| Mo Zhang(29)                     | Simple  | Exemptée               | Vega V 4 - 0           | Yuan D 1 - 4           | Éliminée               | Éliminée               | Éliminée               | 17e  |

### Tir
| Athlète                 | Épreuve                      | Qualification | Qualification | Finale  | Finale  |
| Athlète                 | Épreuve                      | Points        | Rang          | Points  | Rang    |
| ----------------------- | ---------------------------- | ------------- | ------------- | ------- | ------- |
| Michele Esercitato (en) | Pistolet à 10 m air comprimé | 575-13x       | 17e           | Éliminé | Éliminé |
| Tye Ikeda (en)          | Carabine à 10 m air comprimé | 617,4         | 48e           | Éliminé | Éliminé |
| Tye Ikeda (en)          | Carabine à 50 m 3 positions  | 575-26x       | 42e           | Éliminé | Éliminé |

| Athlète               | Épreuve                     | Qualification | Qualification | Finale   | Finale   |
| Athlète               | Épreuve                     | Points        | Rang          | Points   | Rang     |
| --------------------- | --------------------------- | ------------- | ------------- | -------- | -------- |
| Shannon Westlake (en) | Carabine à 50 m 3 positions | 567-16x       | 32e           | Éliminée | Éliminée |

### Tir à l'arc
| Athlète          | Épreuve | Tour préliminaire | Tour préliminaire | 32e de finale       | 16e de finale       | 8e de finale        | Quart de finale     | Demi-finale         | Finale / MB         | Rang |
| Athlète          | Épreuve | Points            | Rang              | Adversaire Résultat | Adversaire Résultat | Adversaire Résultat | Adversaire Résultat | Adversaire Résultat | Adversaire Résultat | Rang |
| ---------------- | ------- | ----------------- | ----------------- | ------------------- | ------------------- | ------------------- | ------------------- | ------------------- | ------------------- | ---- |
| Eric Peters (en) | Hommes  | 659               | 36e               | Abdullin V 6-4      | Bommadevara V 6-5   | Nespoli D 2-6       | Éliminé             | Éliminé             | Éliminé             | 9e   |
| Virginie Chénier | Femmes  | 649               | 33e               | Octavia D 2-6       | Éliminée            | Éliminée            | Éliminée            | Éliminée            | Éliminée            | 33e  |

| Athlète(s)                   | Épreuve | Tour préliminaire | Tour préliminaire | 8e de finale        | Quart de finale     | Demi-finale         | Finale / MB         | Rang |
| Athlète(s)                   | Épreuve | Points            | Rang              | Adversaire Résultat | Adversaire Résultat | Adversaire Résultat | Adversaire Résultat | Rang |
| ---------------------------- | ------- | ----------------- | ----------------- | ------------------- | ------------------- | ------------------- | ------------------- | ---- |
| Virginie Chénier Eric Peters | Mixte   | 1308              | 20e               | Éliminés            | Éliminés            | Éliminés            | Éliminés            | 20e  |

### Triathlon
| Athlète          | Épreuve | Natation (1,5 km) | Transition 1 | Vélo (40 km)   | Transition 2 | Course (10 km) | Temps total     | Rang |
| ---------------- | ------- | ----------------- | ------------ | -------------- | ------------ | -------------- | --------------- | ---- |
| Tyler Mislawchuk | Hommes  | 20 min 49 s       | 51 s         | 51 min 45 s    | 25 s         | 30 min 35 s    | 1 h 44 min 25 s | 9e   |
| Charles Paquet   | Hommes  | 21 min 16 s       | 53 s         | 51 min 16 s    | 26 s         | 30 min 46 s    | 1 h 44 min 37 s | 13e  |
| Emy Legault      | Femmes  | 24 min 4 s        | 56 s         | 1 h 0 min 40 s | 32 s         | 35 min 42 s    | 2 h 1 min 54 s  | 35e  |

### Voile
Nota : le résultat barré est le plus mauvais de l’athlète concerné. Il n’est pas pris en compte dans le total.
| Athlète(s)                   | Épreuve | Régates | Régates | Régates | Régates | Régates | Régates | Régates | Régates | Régates | Régates | Régates | Régates | Régates | Total net | Classement |
| Athlète(s)                   | Épreuve | 1       | 2       | 3       | 4       | 5       | 6       | 7       | 8       | 9       | 10      | 11      | 12      | CM      | Total net | Classement |
| ---------------------------- | ------- | ------- | ------- | ------- | ------- | ------- | ------- | ------- | ------- | ------- | ------- | ------- | ------- | ------- | --------- | ---------- |
| • Justin Barnes • Will Jones | 49er    | 14      | 13      | 20      | 18      | 12      | 8       | 15      | 4       | 20      | 14      | 7       | 17      | EL      | 142       | 17e        |

| Athlète(s)                                        | Épreuve      | Régates | Régates | Régates | Régates | Régates | Régates | Régates     | Régates     | Régates     | Régates     | Régates     | Régates     | Régates | Total net | Classement |
| Athlète(s)                                        | Épreuve      | 1       | 2       | 3       | 4       | 5       | 6       | 7           | 8           | 9           | 10          | 11          | 12          | CM      | Total net | Classement |
| ------------------------------------------------- | ------------ | ------- | ------- | ------- | ------- | ------- | ------- | ----------- | ----------- | ----------- | ----------- | ----------- | ----------- | ------- | --------- | ---------- |
| Sarah Douglas                                     | Laser Radial | 23      | 13      | 13      | 12      | 17      | 8       | 13          | 9           | 14          | non disputé | non disputé | non disputé | 3       | 105       | 8e         |
| • Antonia Lewin-LaFrance • Georgia Lewin-LaFrance | 49er FX      | 1       | 19      | 12      | 21      | 1       | 19      | 6           | 6           | 11          | 5           | 13          | 15          | EL      | 107       | 11e        |
| Emily Bugeja                                      | Formula Kite | 19      | 19      | 18      | 17      | 17      | 12      | non disputé | non disputé | non disputé | non disputé | non disputé | non disputé | EL      | 83        | 18e        |

### Volley-ball

#### Volleyball de plage
| Athlètes                                     | Épreuve          | Tour préliminaire         | Tour préliminaire          | Tour préliminaire                | Tour préliminaire | Repêchage                    | 8e de finale        | Quart de finale        | Demi-finale               | Finale / MB                       | Rang                               |
| Athlètes                                     | Épreuve          | Adversaire Résultat       | Adversaire Résultat        | Adversaire Résultat              | Rang              | Adversaire Résultat          | Adversaire Résultat | Adversaire Résultat    | Adversaire Résultat       | Adversaire Résultat               | Rang                               |
| -------------------------------------------- | ---------------- | ------------------------- | -------------------------- | -------------------------------- | ----------------- | ---------------------------- | ------------------- | ---------------------- | ------------------------- | --------------------------------- | ---------------------------------- |
| • Sam Schachter • Daniel Dearing (en)        | Tournoi masculin | Perušič / Schweiner D 0-2 | Oliveira / Lanci D 0-2     | Hörl (de) / Horst V 2-0          | 3e                | Grimalt / Grimalt D 0-2      | Éliminés            | Éliminés               | Éliminés                  | Éliminés                          | 17e                                |
| • Melissa Humana-Paredes • Brandie Wilkerson | Tournoi féminin  | Poletti / Valiente V 2-0  | Böbner / Vergé-Dépré D 1-2 | Graudiņa / Kravčenoka D 0-2      | 3e                | Hermannová / Štochlová V 2-0 | Nuss / Kloth V 2-0  | Álvarez / Moreno V 2-0 | Hüberli / Betschart V 2-0 | Silva Ramos / Santos Lisboa D 1-2 | Médaille d'argent, Jeux olympiques |
| • Heather Bansley • Sophie Bukovec (en)      | Tournoi féminin  | Nuss / Kloth D 0-2        | Xue / Xia D 0-2            | Artacho del Solar / Clancy D 0-2 | 4e                | Éliminées                    | Éliminées           | Éliminées              | Éliminées                 | Éliminées                         | 19e                                |

#### En salle
| Épreuve          | Premier tour        | Premier tour        | Premier tour        | Premier tour | Quart de finale     | Demi-finale         | Finale / MB         | Rang |
| Épreuve          | Adversaire Résultat | Adversaire Résultat | Adversaire Résultat | Rang         | Adversaire Résultat | Adversaire Résultat | Adversaire Résultat | Rang |
| ---------------- | ------------------- | ------------------- | ------------------- | ------------ | ------------------- | ------------------- | ------------------- | ---- |
| Tournoi masculin | Slovénie D 1-3      | France D 0-3        | Serbie D 2-3        | 4e           | Éliminés            | Éliminés            | Éliminés            | 10e  |

Équipe masculine de volley-ball en salle :
- 2 - Luke Herr : S
- 4 - Nick Hoag  : OH
- 5 - Brodie Hofer : OH
- 6 - Danny Demyanenko : MB
- 7 - Stephen Maar : OH
- 8 - Brett Walsh : S
- 11 - Xander Ketrzynski : OP
- 12 - Lucas Van Berkel : MB
- 14 - Arthur Szwarc : OP
- 17 - Ryley Barnes(R)
- 18 - Justin Lui : L
- 33 - Fynn McCarthy : MB
- 80 - Eric Loeppky : OH

### Water-polo
| Épreuve         | Tour préliminaire   | Tour préliminaire   | Tour préliminaire   | Tour préliminaire   | Tour préliminaire | Quart de finale     | Demi-finale         | Finale / MB         | Rang |
| Épreuve         | Adversaire Résultat | Adversaire Résultat | Adversaire Résultat | Adversaire Résultat | Rang              | Adversaire Résultat | Adversaire Résultat | Adversaire Résultat | Rang |
| --------------- | ------------------- | ------------------- | ------------------- | ------------------- | ----------------- | ------------------- | ------------------- | ------------------- | ---- |
| Tournoi féminin | Hongrie D 7-12      | Chine V 12-7        | Australie D 7-10    | Pays-Bas D 11-20    | 4e                | Espagne D 8-18      | Italie D 5-10       | Grèce D 10-19       | 8e   |

Équipe de water-polo féminin :
- 1 - Jessica Gaudreault : Gardienne de but
- 2 - Rae Lekness : Avant centre
- 3 - Axelle Crevier : Défenseur
- 4 - Emma Wright  : Défenseur
- 5 - Marilia Mimides : Défenseur
- 6 - Blaire McDowell : Défenseur
- 7 - Verica Bakoc : Défenseur
- 8 - Elyse Lemay-Lavoie : Avant centre
- 9 - Hayley McKelvey : Défenseur
- 10 - Serena Browne : Arrière centre
- 11 - Kindred Paul : Arrière centre
- 12 - Shae La Roche : Défenseur
- 13 - Clara Vulpisi : Gardienne de but